# Capitale économique
Ne doit pas être confondu avec Capitale.

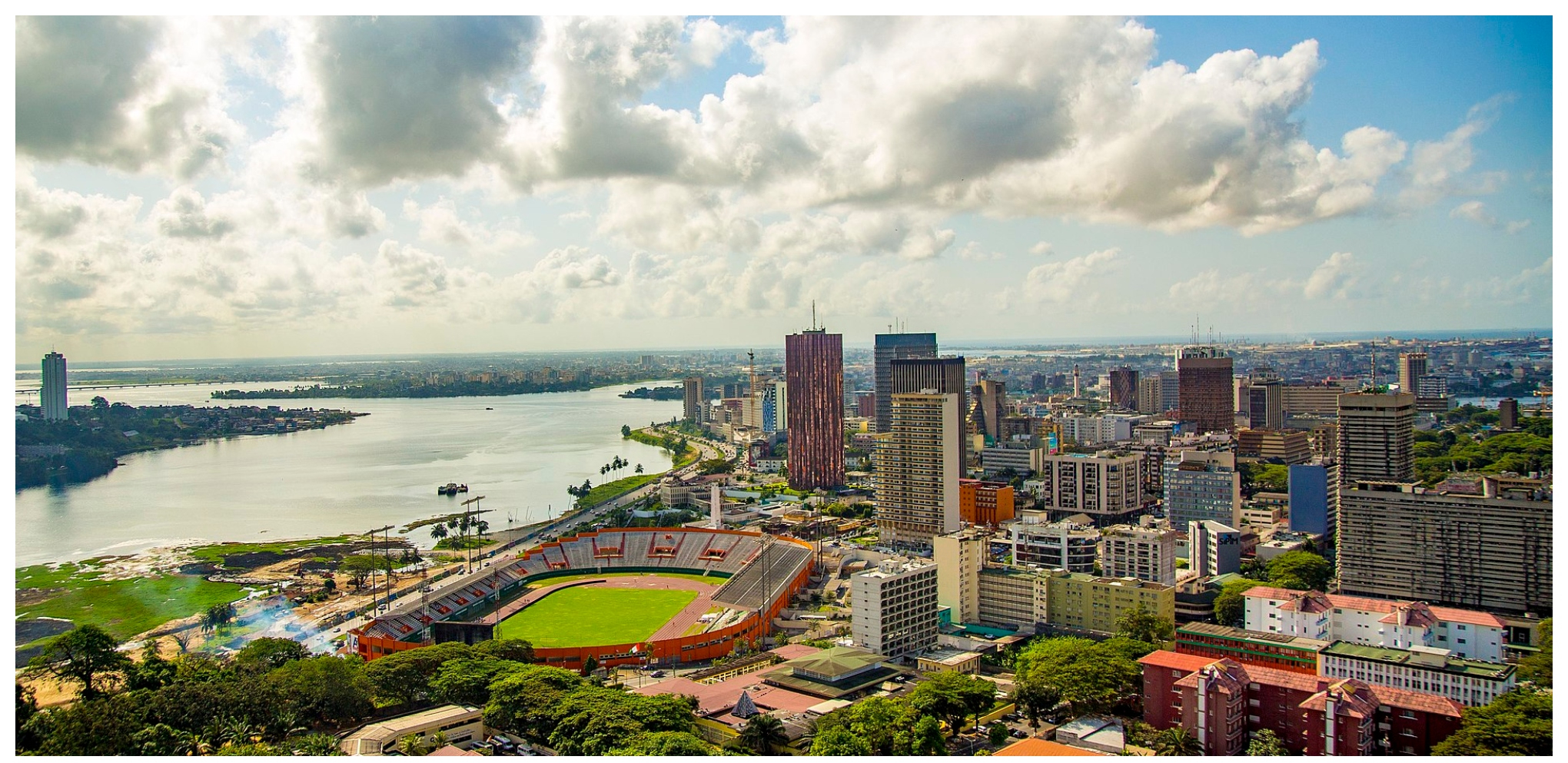
District du Plateau, Abidjan, capitale économique de Côte d'Ivoire.

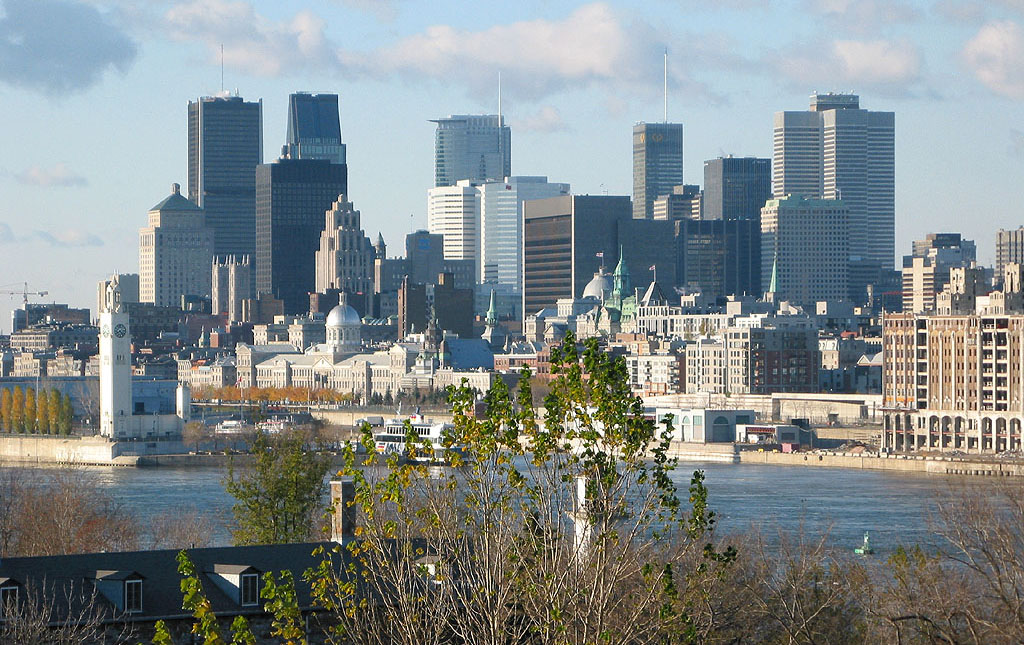
Montréal, capitale économique du Québec.

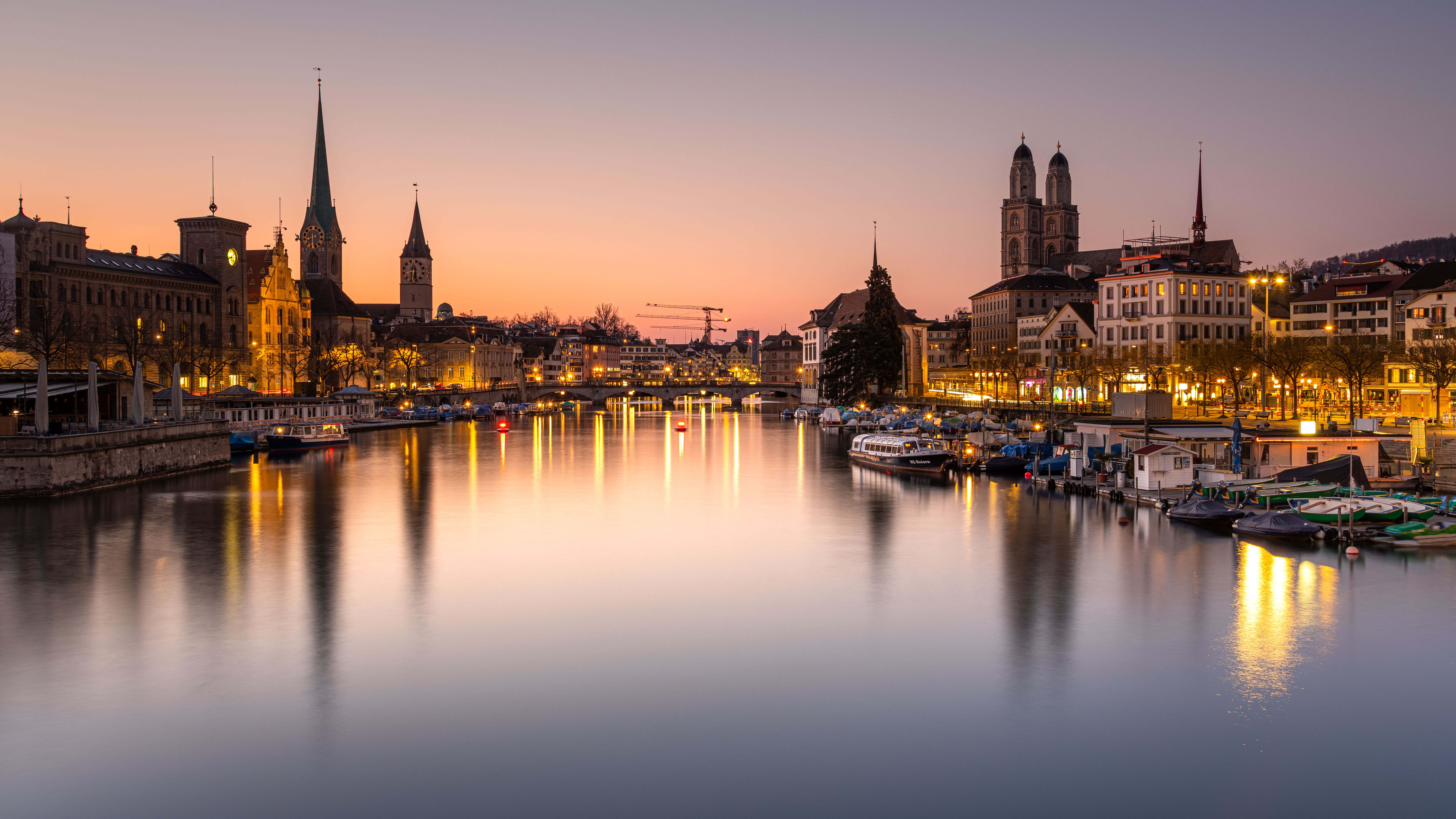
Zurich, capitale économique de la Suisse.

Une capitale économique est une aire urbaine concentrant les activités économiques principales d'une région ou d'un pays.
Le concept de capitale économique s'utilise souvent en contraposition avec celui de Capitale culturelle.

## Définition
Typiquement, une capitale économique est une ville ou aire urbaine qui n'a pas les prérogatives administratives, politiques et judiciaires d'une capitale nationale. Elle trouve principalement sa puissance financière et économique dans : 
- son dynamisme démographique – les capitales économiques sont souvent les plus peuplées de leur région ou pays. On parle alors de macrocéphalie urbaine pour signifier une différence démographique et territoriale importante entre la capitale économique et la capitale de jure (politique) moins peuplée[1] ;
- ses connexions et infrastructures communes avec le marché mondialisé ;
- sa position géographique avantageuse, par exemple une position portuaire, routière ou/et aéroportuaire favorable aux échanges commerciaux et aux télécommunications intercontinentales ;
- ses spécificités historiques locales, comme la présence d'universités et d'écoles supérieures de premier rang, l'installation d'établissements financiers nationaux et étrangers, des spécialisations industrielles ou encore la présence d'industries minières recherchées à proximité.

Dans certains cas, plus rares, on peut également parler de «région-capitale», pour refléter l'hyper-urbanisme de certains districts, départements et régions, qui concentrent à la fois les activités politiques et économiques d'un pays (par exemple : Grand Tokyo, Grand Londres, Kinshasa, Île-de-France, Bruxelles-Capitale).
Parfois même, dans le cas d'un pays en développement, faiblement peuplé, ou d'un pays fortement centralisé, la primatie géographique d'une ville assure à la capitale politique le rôle de capitale économique.
Pour mieux appréhender la notion de capitale économique, il est essentiel de faire un retour sur les genèses de ces centres urbains et de les différentier de la notion de capitale politique.

## Historique
Durant l'Antiquité, la notion de capitale économique n'existe pas en soi. Le pouvoir administratif et politique est, dans la plupart des cas, intimement lié à une géographie restreinte (cités-États, colonies indépendantes de fait ou empires centralisés).
Ce n'est qu'à partir du XVIe siècle et de l'ère coloniale – avec l'explosion des échanges portuaires – que la notion moderne de capitale économique commence à prendre forme. On voit alors apparaître des cités portuaires majeures, lieux principaux des échanges commerciaux dans certains pays (Amérique du Nord et du Sud, Afrique, Asie du Sud) mais ne disposant pas de pouvoirs politiques ou judiciaires exécutifs (cour royale, cour de justice, etc.). C'est, par exemple, le cas de São Paulo (Brésil portugais) au XVIIIe siècle qui, grâce à sa position côtière et la proximité de mines d'or, devient rapidement une capitale économique de l'empire portugais, sans posséder d'attribut exécutif jusqu'à l'indépendance du Brésil.
Au cours des XXe et XXIe siècles, l'accès de pays ex-colonisés à l'indépendance, la multiplication des modèles urbains et des projets de conurbation ou de nouvelles capitales administratives tendent à renforcer ou à créer ex nihilo des capitales économiques, nouvelles ou préexistantes. En 2015, le président égyptien Abdel Fattah al-Sissi lance le projet de ville nouvelle d'Al-Masa, à environ 50 km à l'est de la ville historique et capitale nationale, Le Caire, faisant progressivement passer cette dernière dans la catégorie de capitale économique et ville la plus populeuse d'Égypte. Un projet similaire est inauguré en Corée du Sud en 2013, où l'essentiel du pouvoir exécutif a été transféré – ainsi que son administration – de Séoul à Sejong, à environ 120 km plus au sud.
Parmi les «nouvelles» capitales économiques (ayant perdu leur statut de capitale politique au cours de l'histoire) on note : Jakarta (Indonésie, remplacée par Nusantara), Séoul (Corée du Sud), Kyoto-Osaka-Kobe (Japon), Rio de Janeiro (Brésil), Le Caire (Égypte), Dar es Salam (Tanzanie), Bujumbura (Burundi), etc.

## Exemples de capitales économiques non politiques

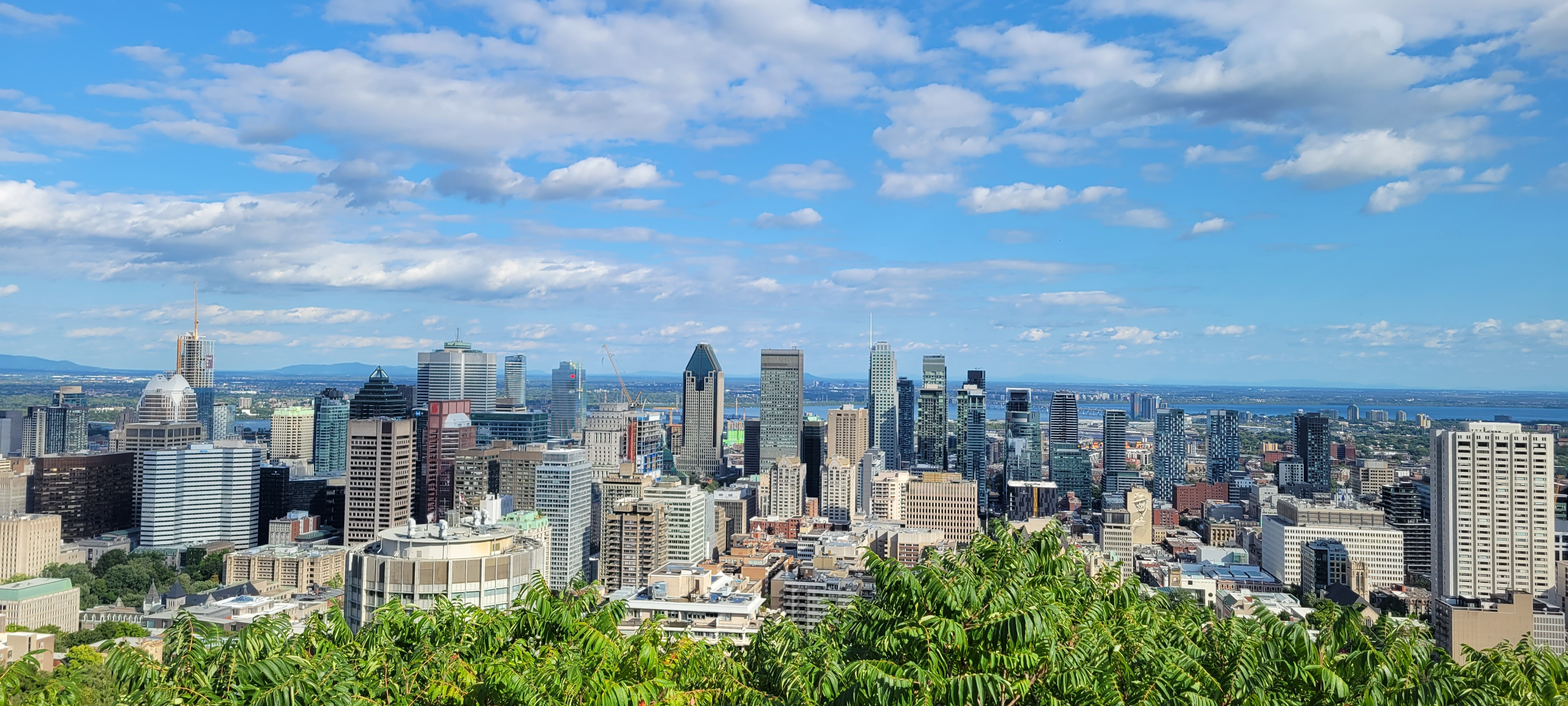
Montréal, Québec
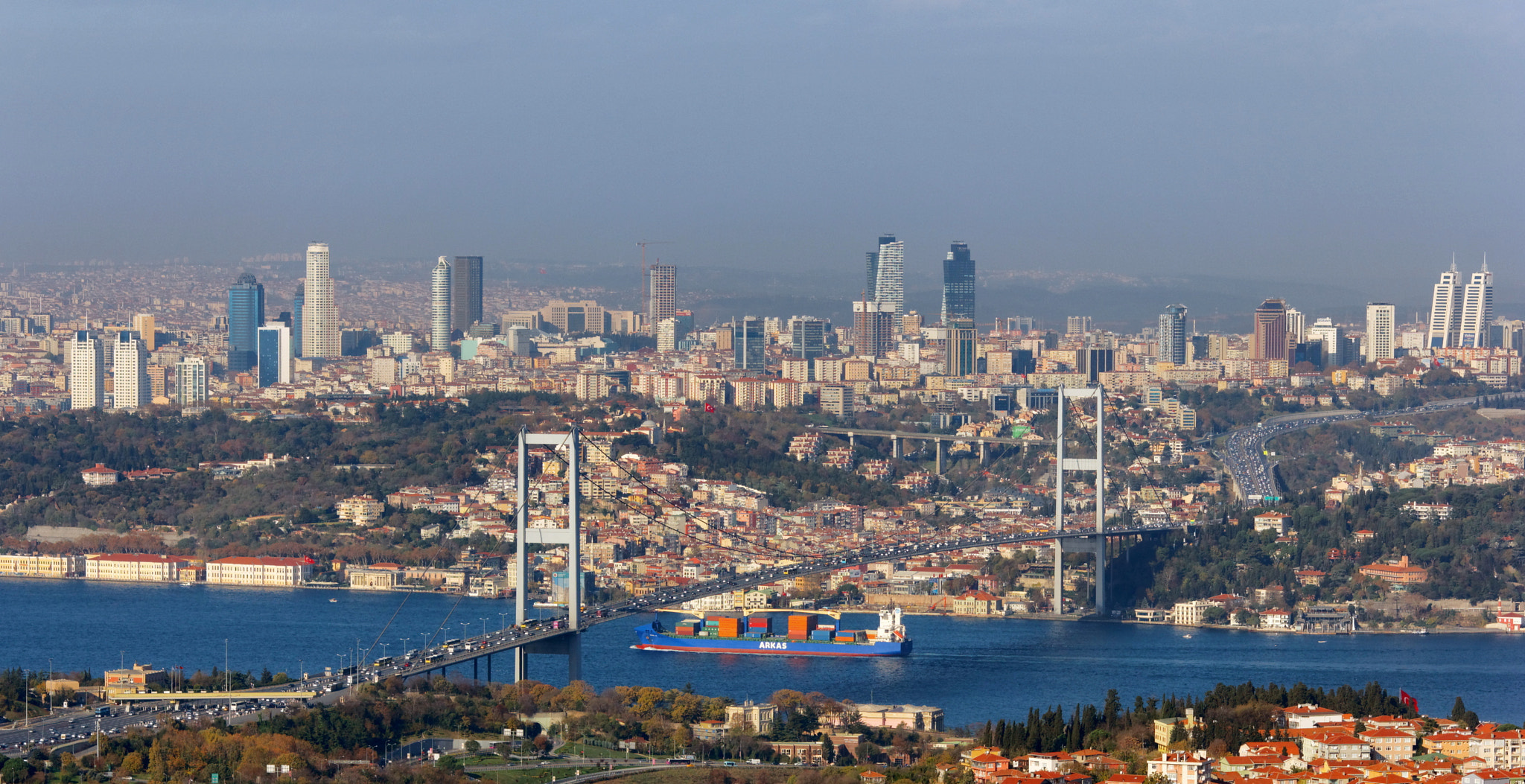
Istamboul, Turquie
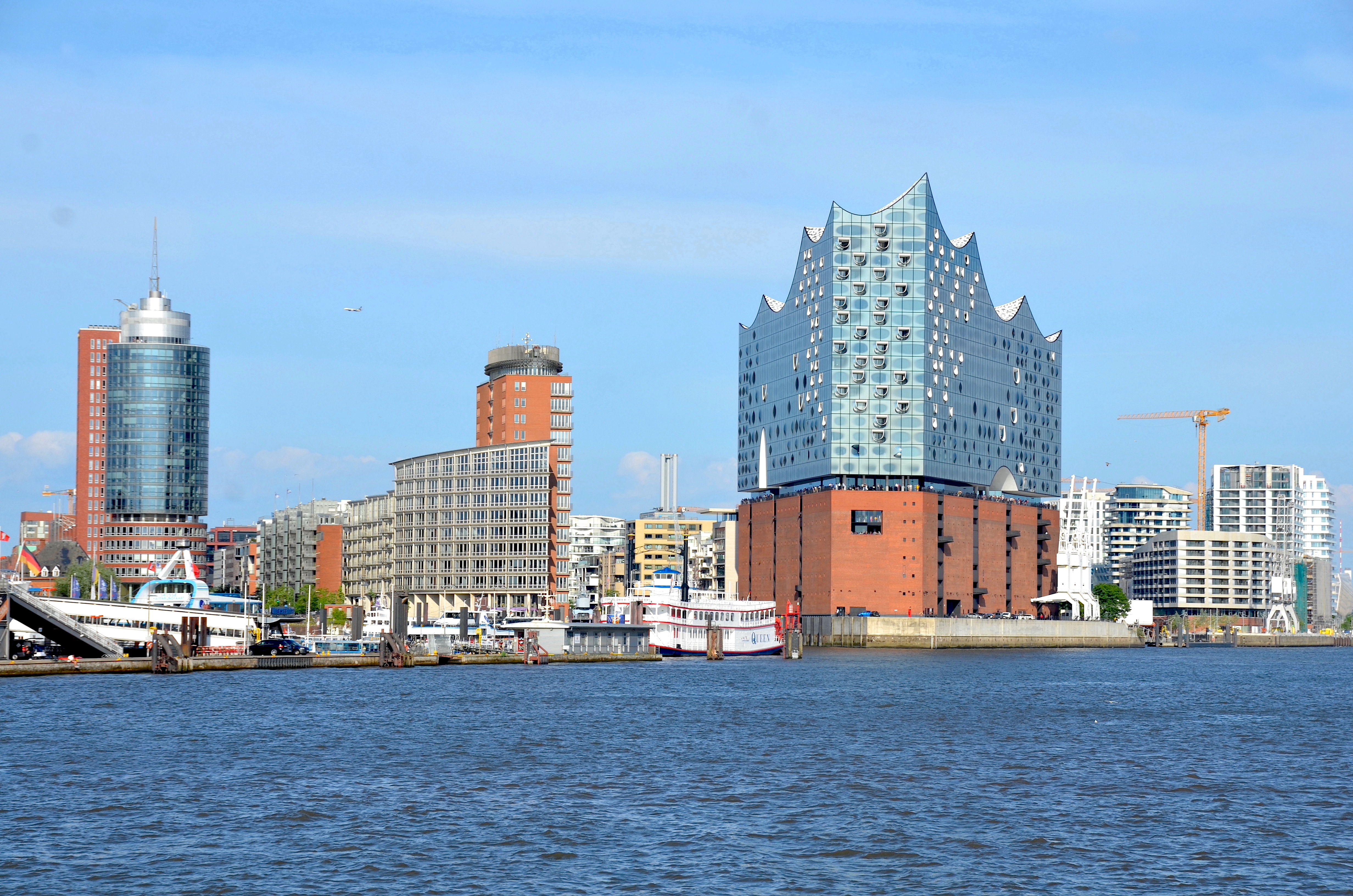
Hambourg, Allemagne
Francfort, Allemagne
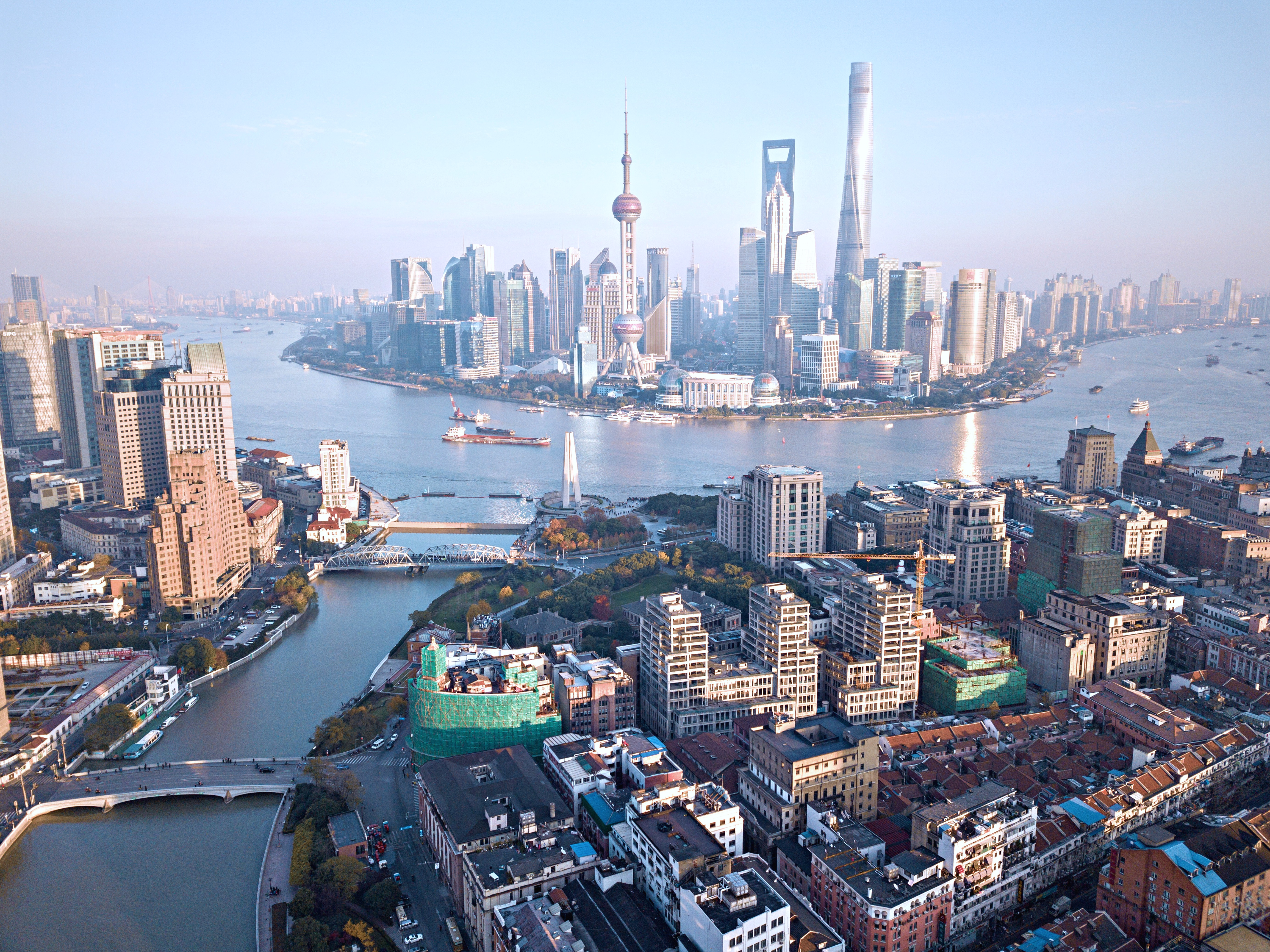
Shanghai, Chine
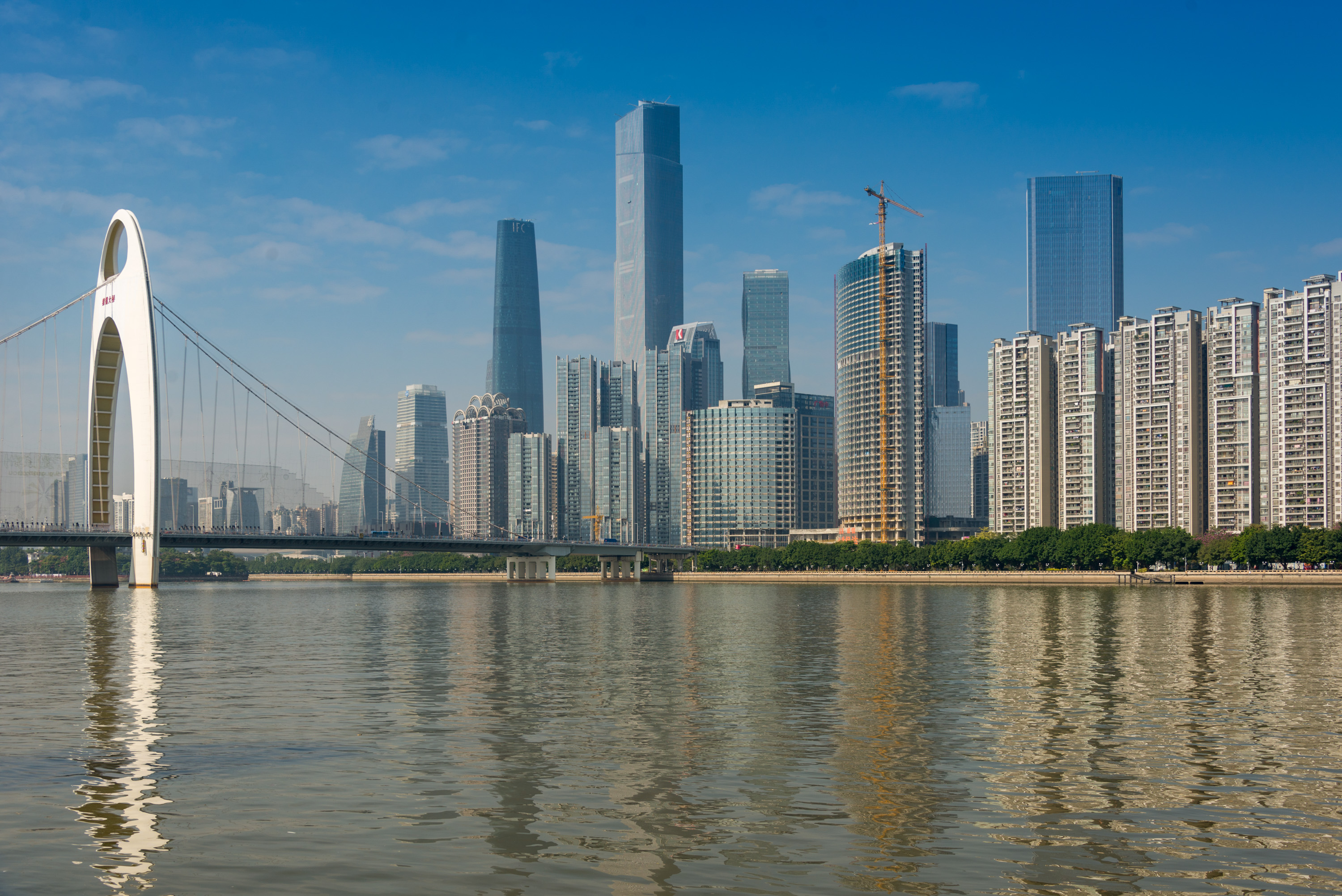
Guangzhou (Canton), centre névralgique de la Mégalopole du delta de la Rivière des Perles, Chine
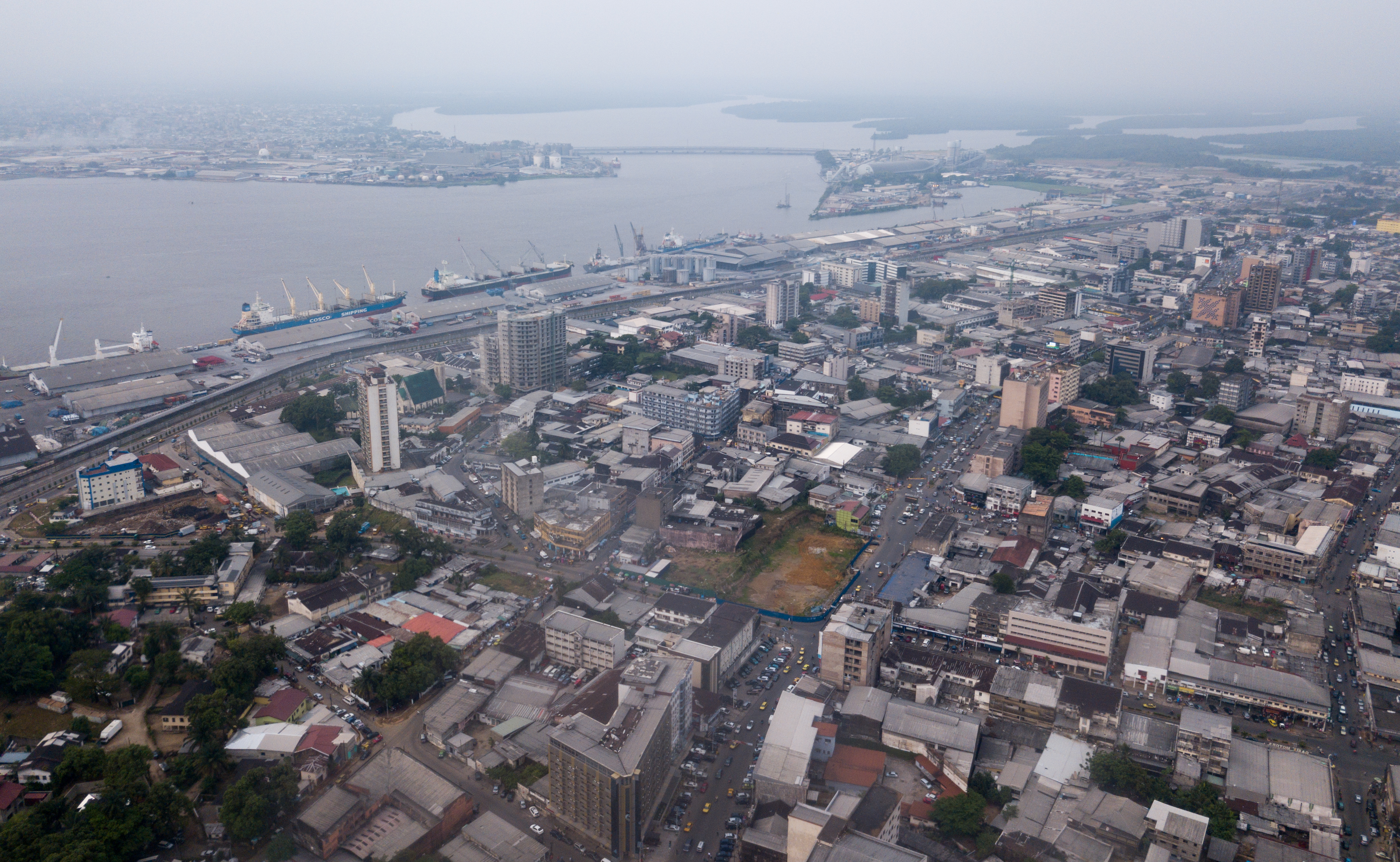
Douala, Cameroun
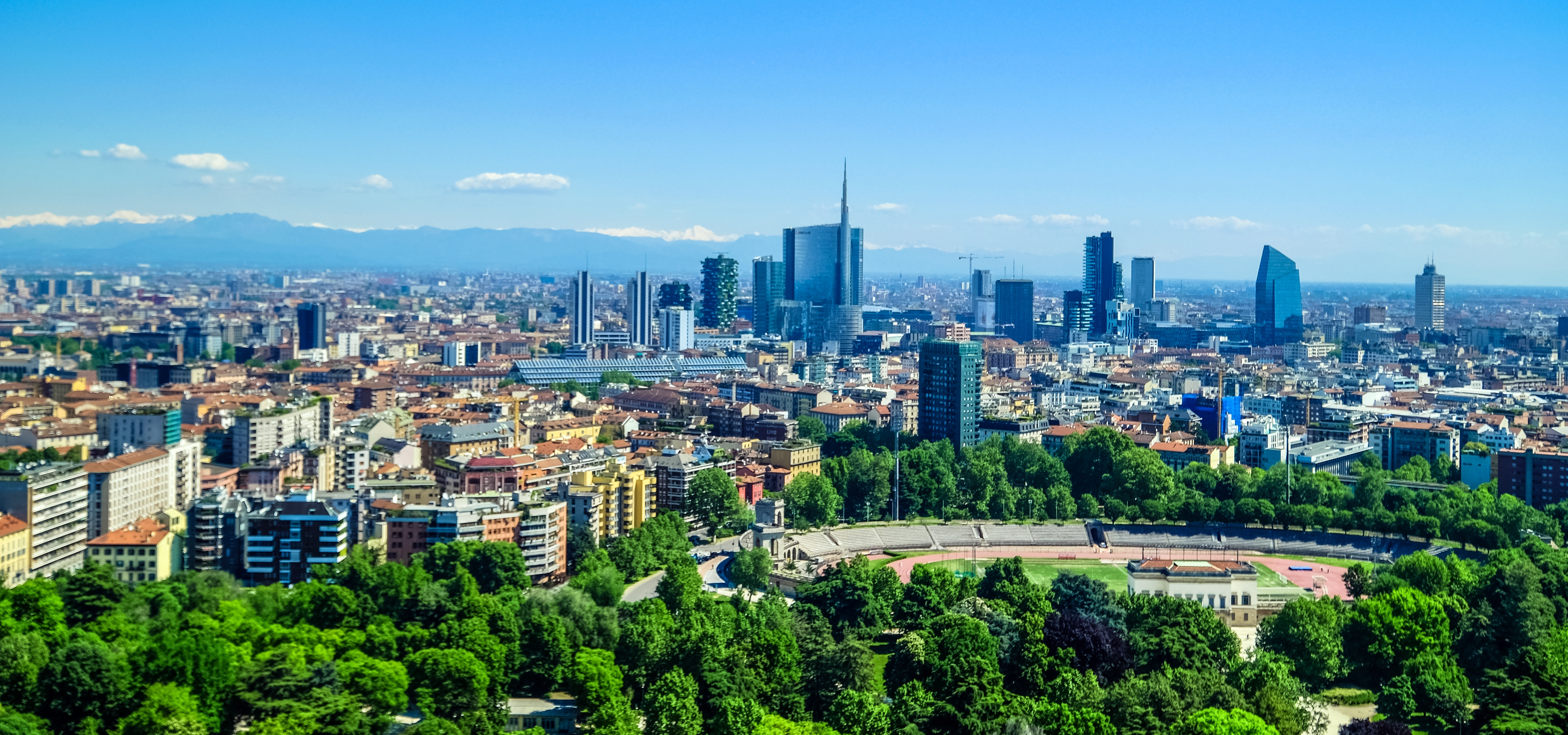
Milan, Italie
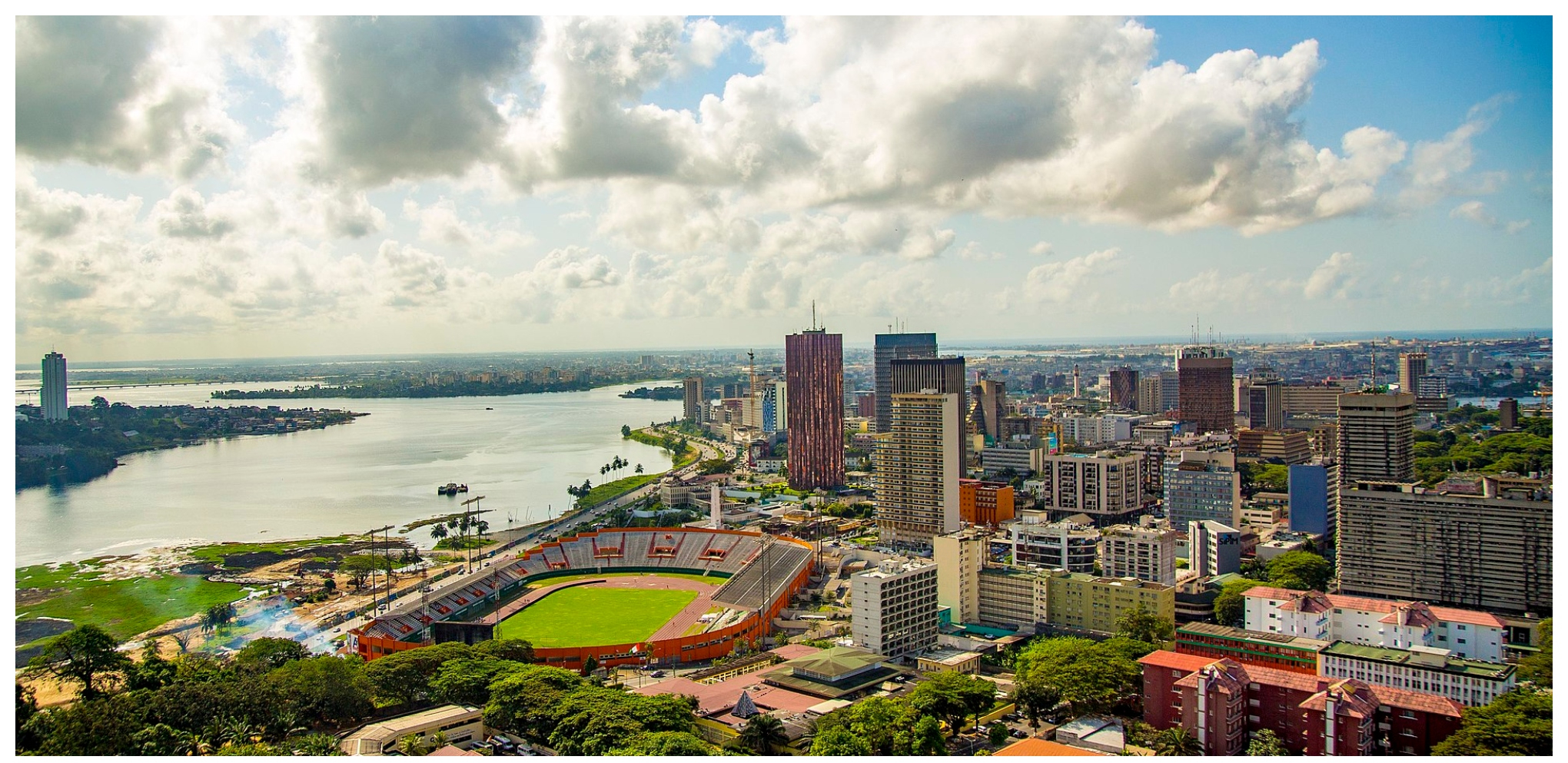
Abidjan, Côte d'Ivoire
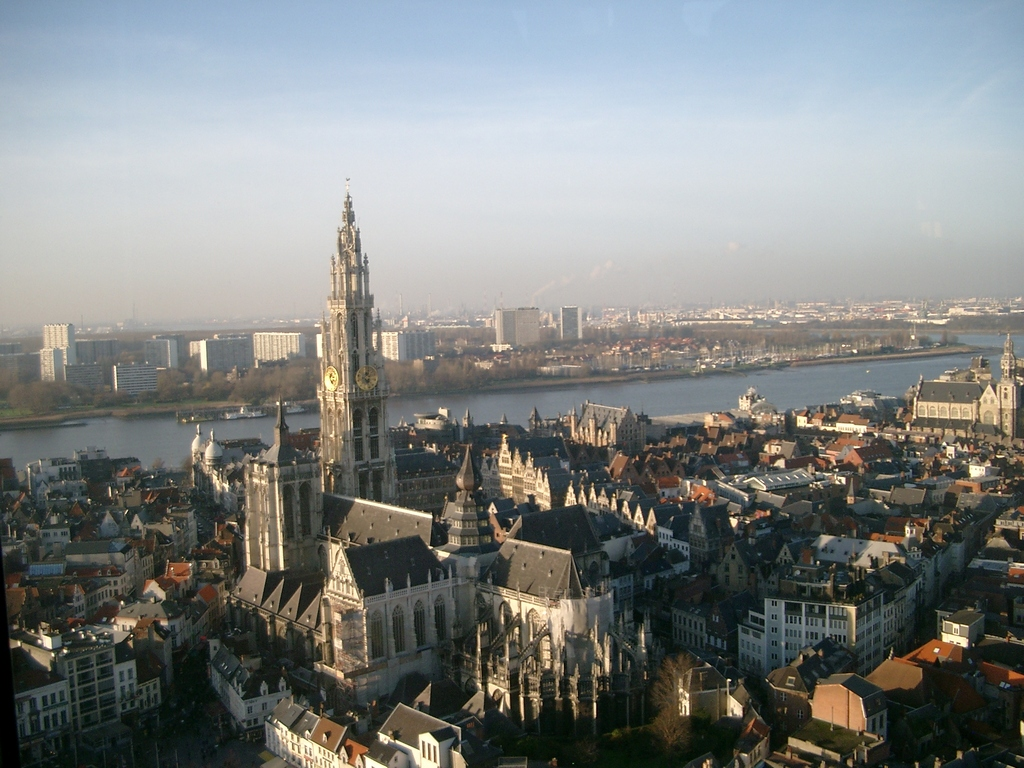
Anvers, Belgique
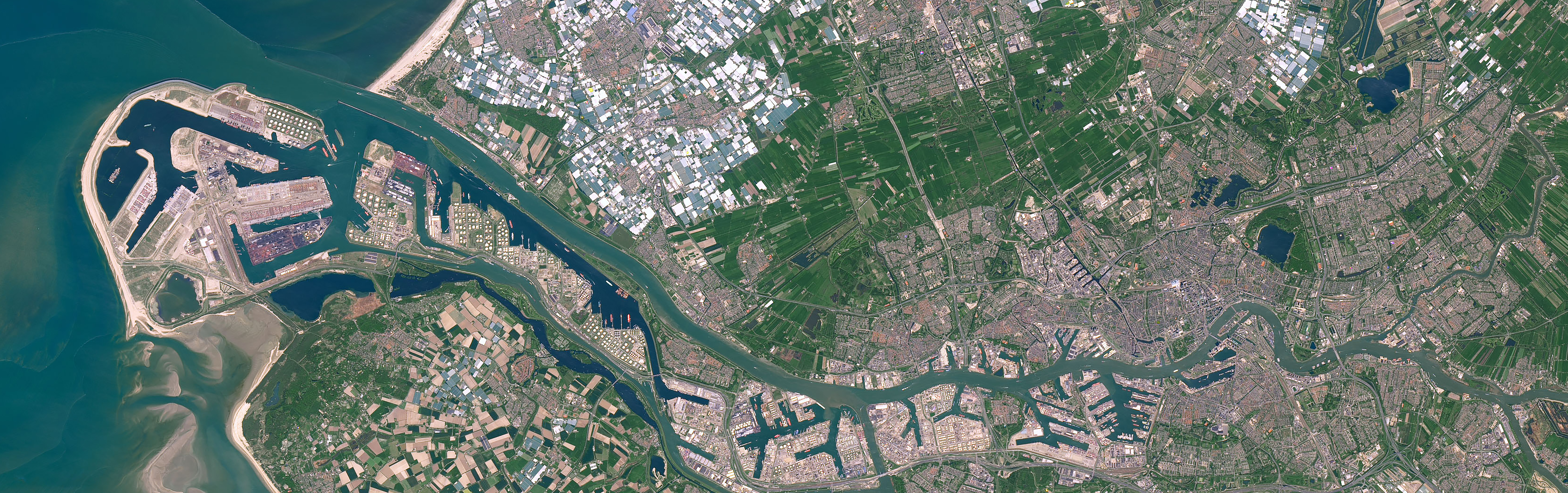
Rotterdam, Pays-Bas
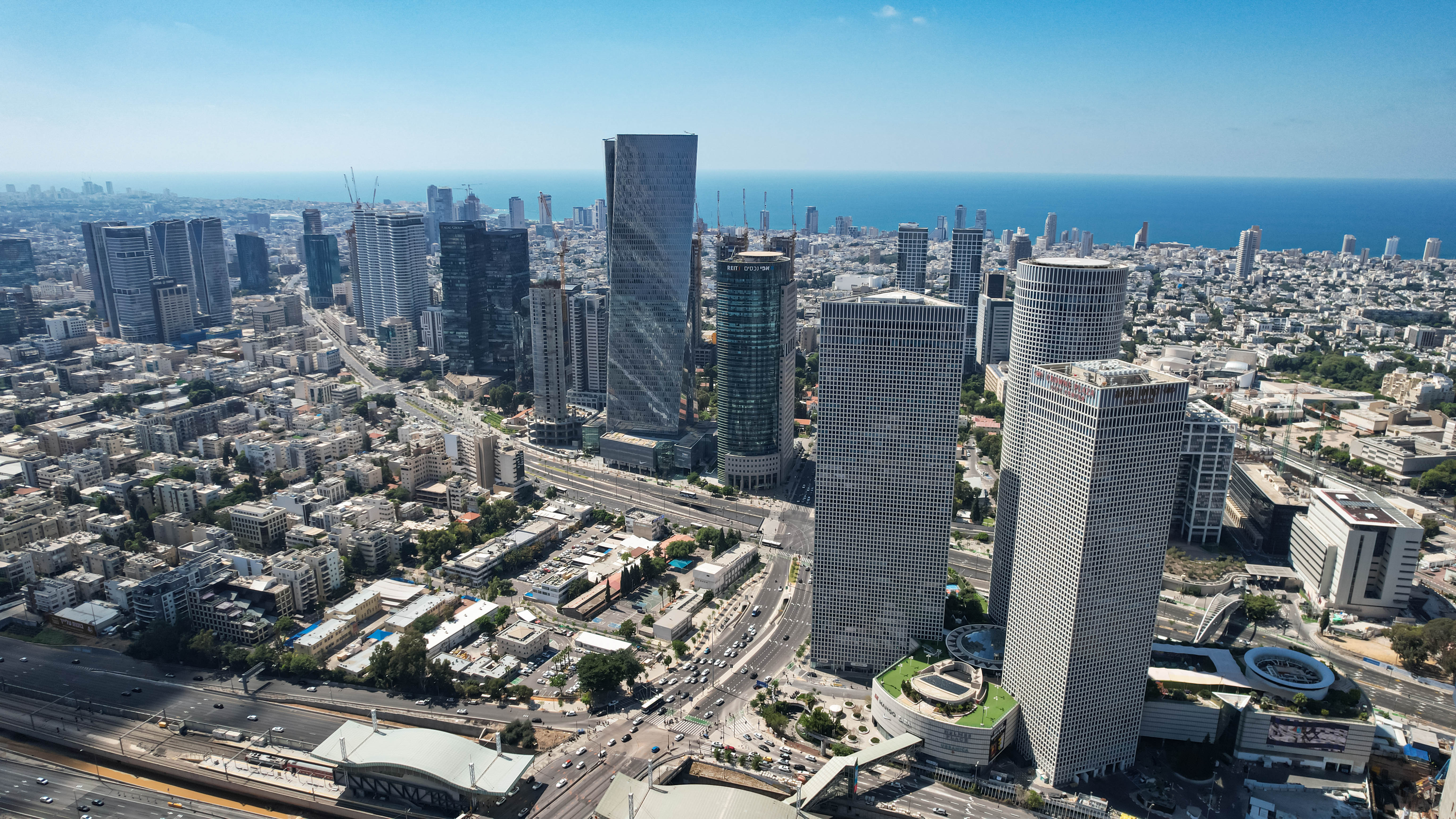
Tel Aviv, Israël
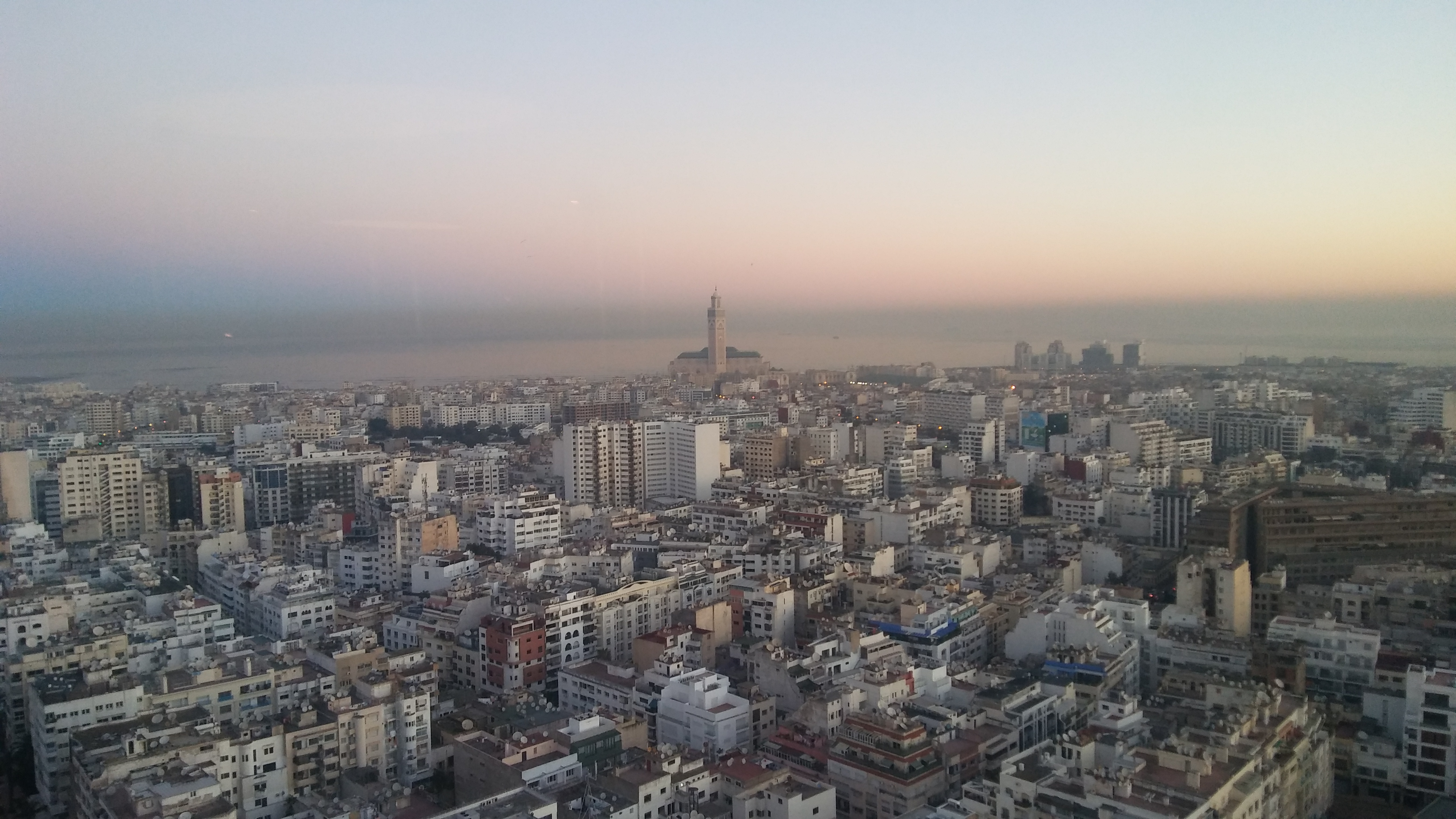
Casablanca, Maroc
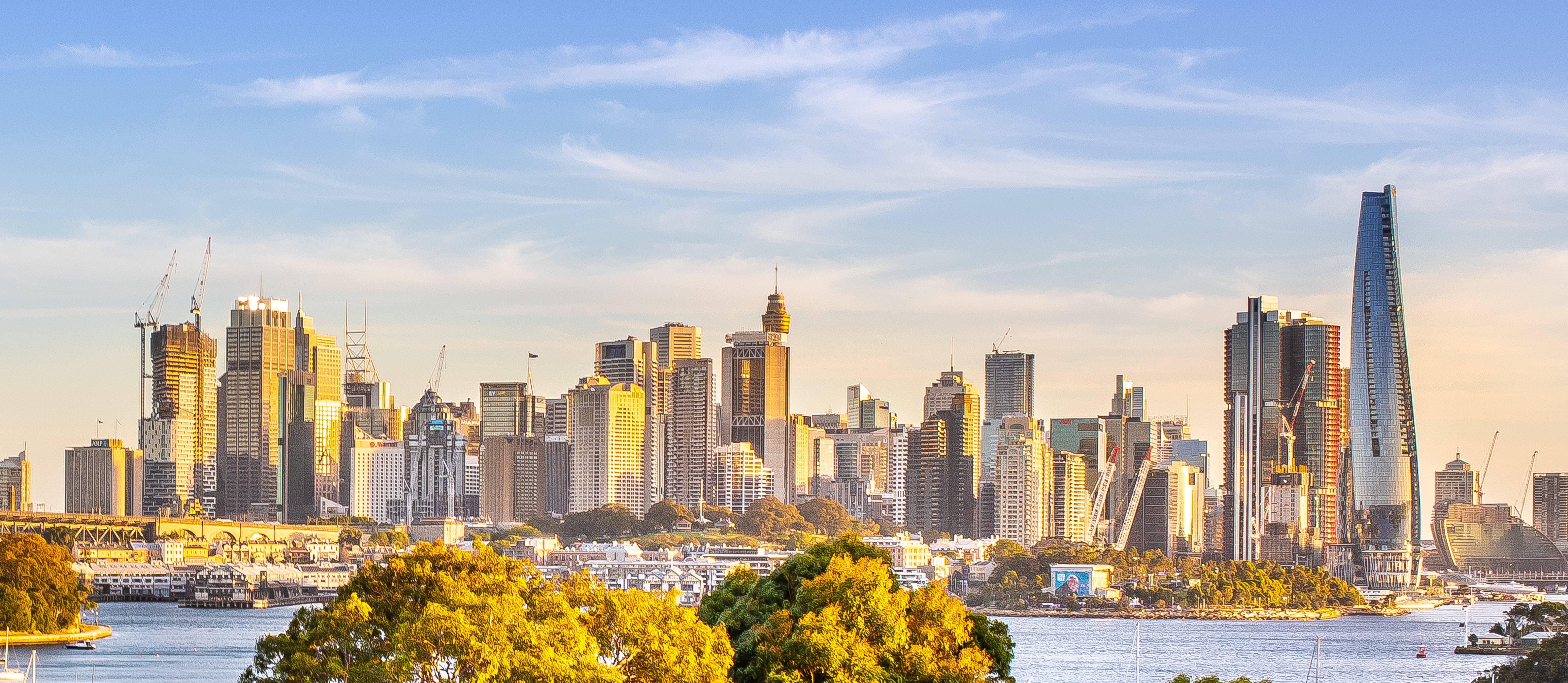
Sydney, Australie
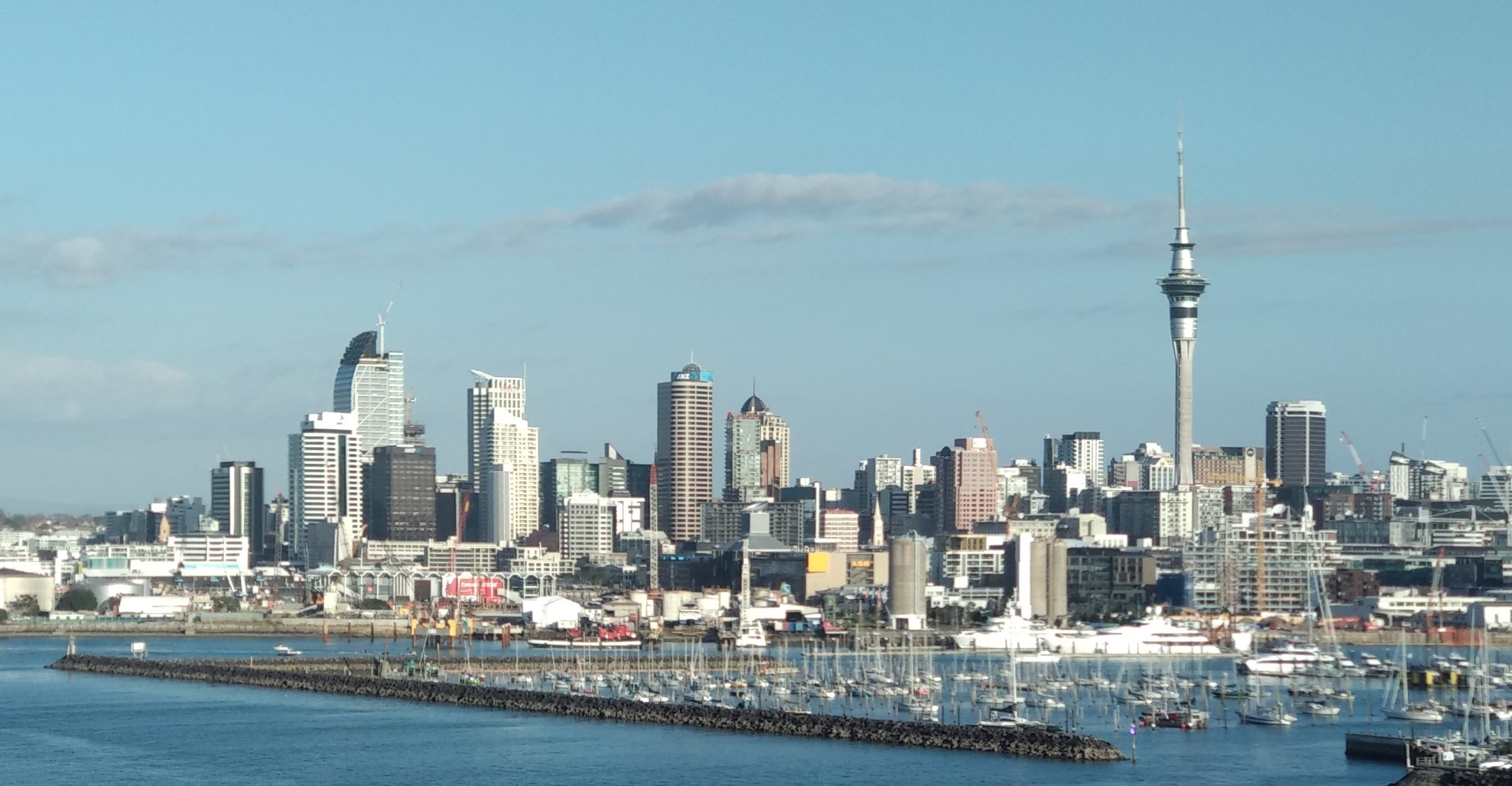
Auckland, Nouvelle-Zélande
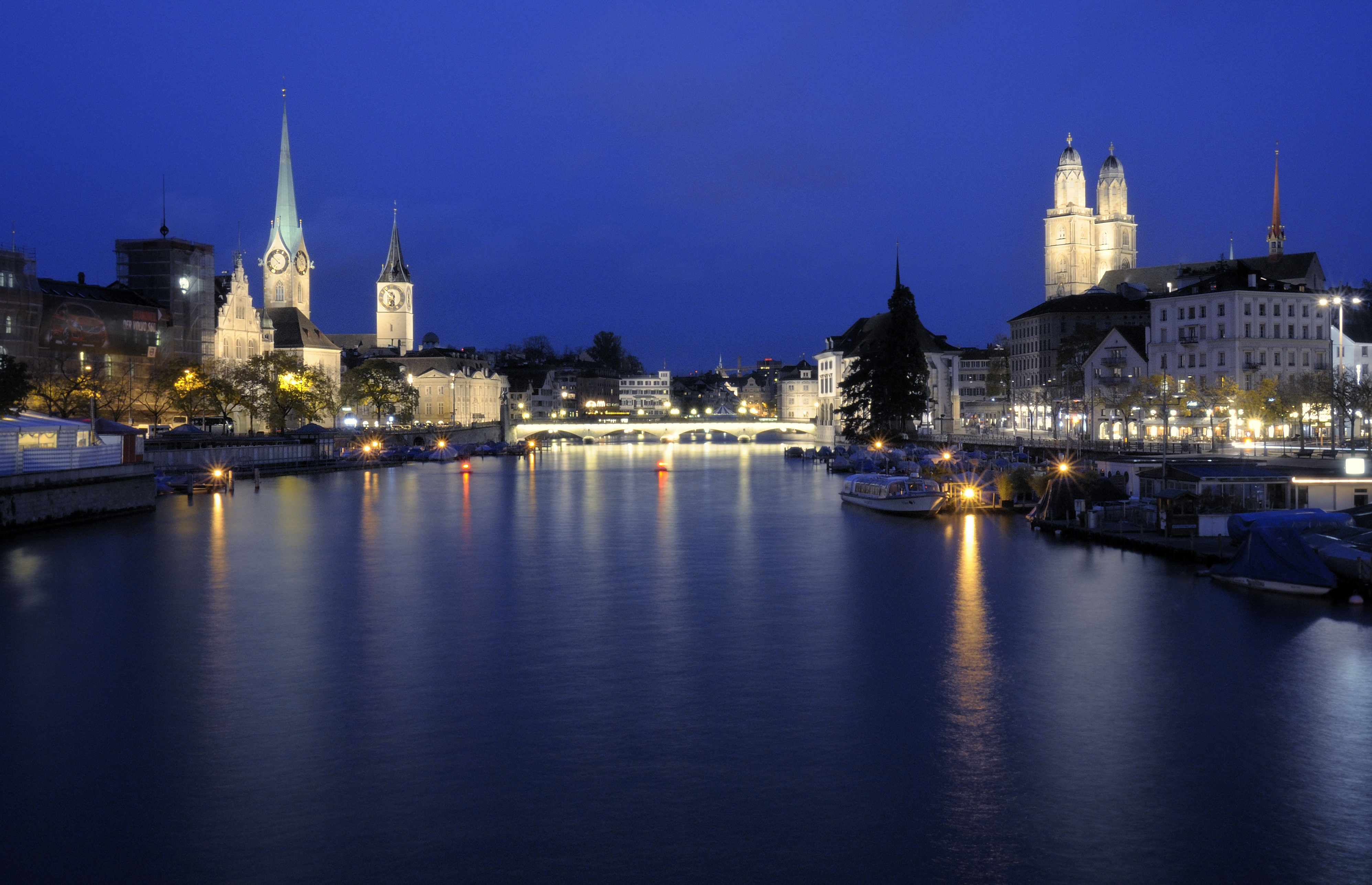
Zurich, Suisse
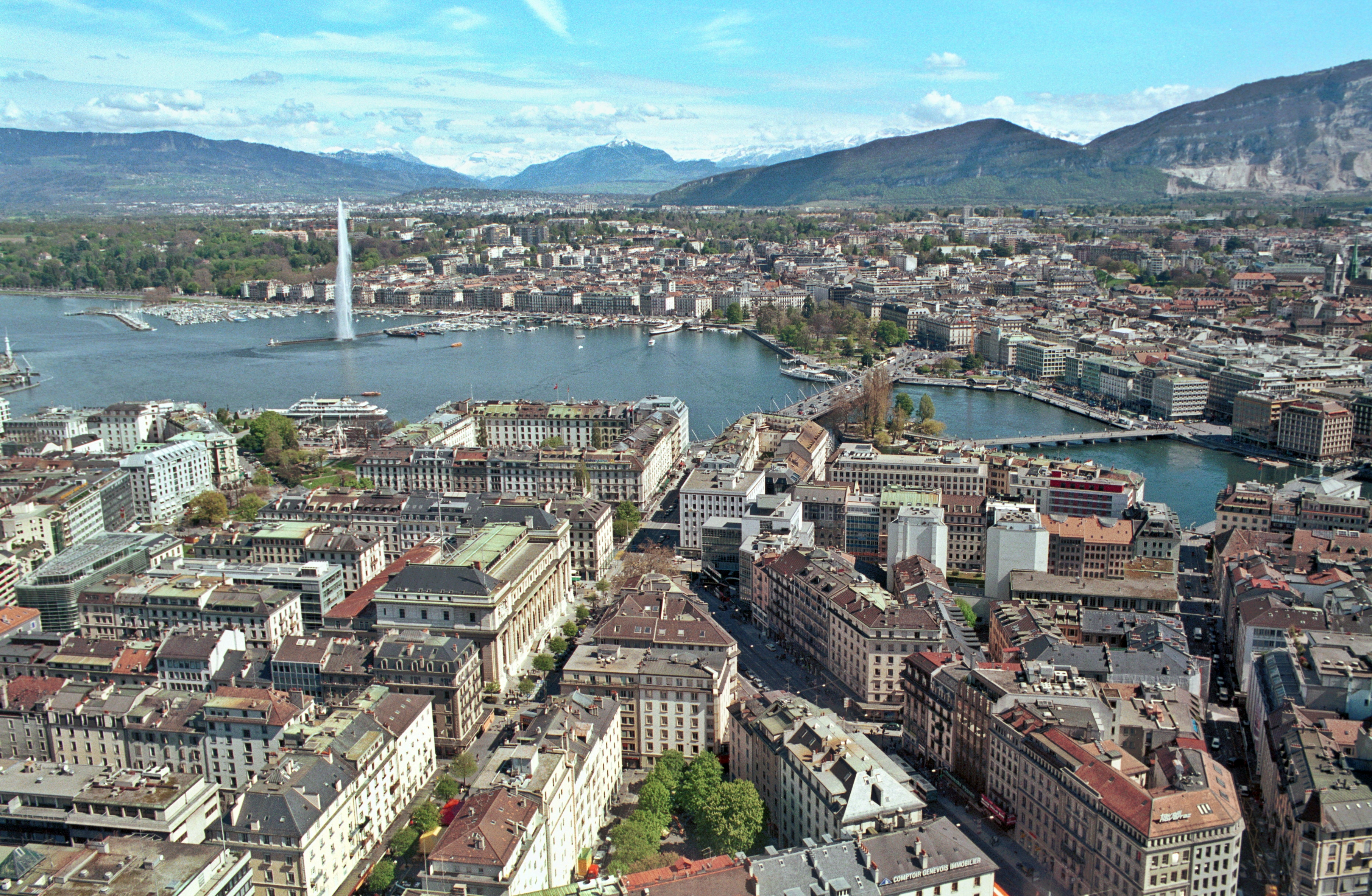
Genève, Suisse
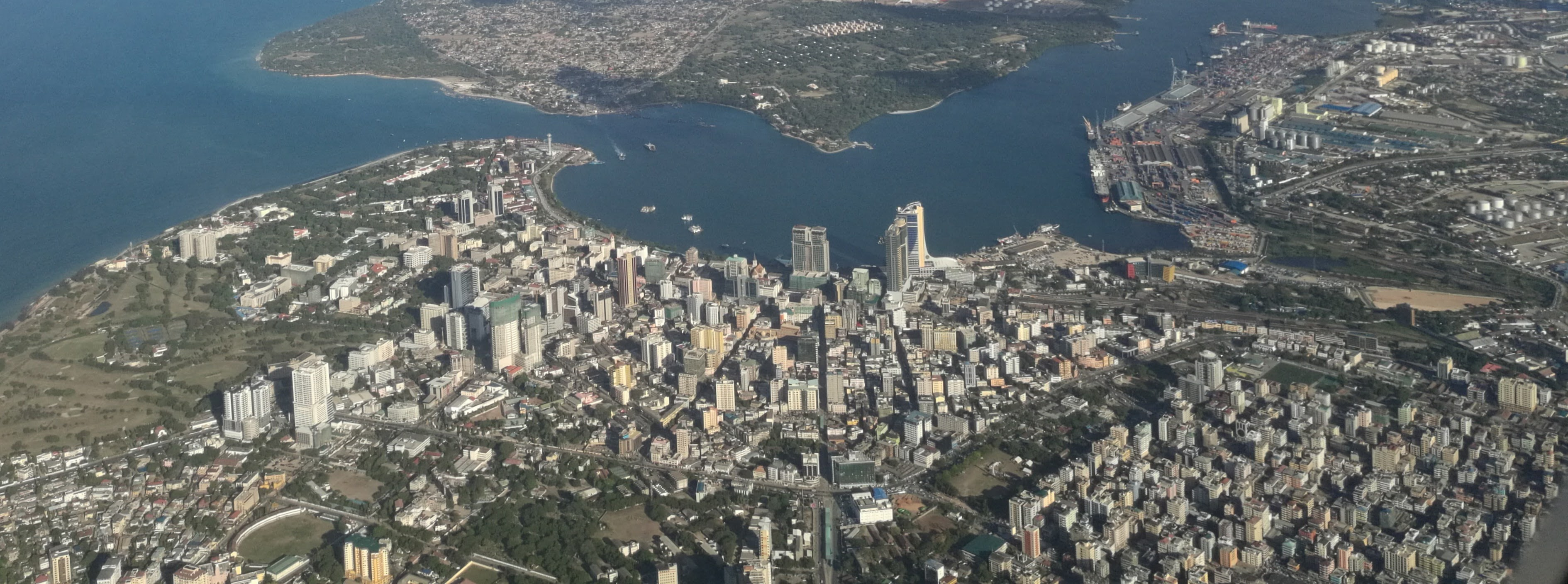
Dar es Salam, Tanzanie
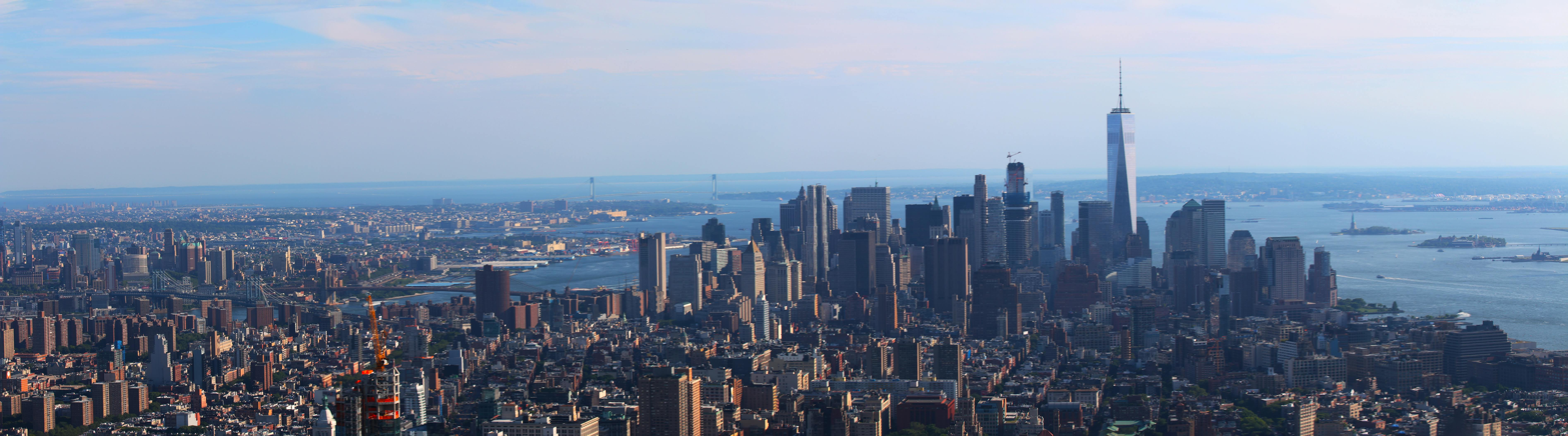
New York, États-Unis
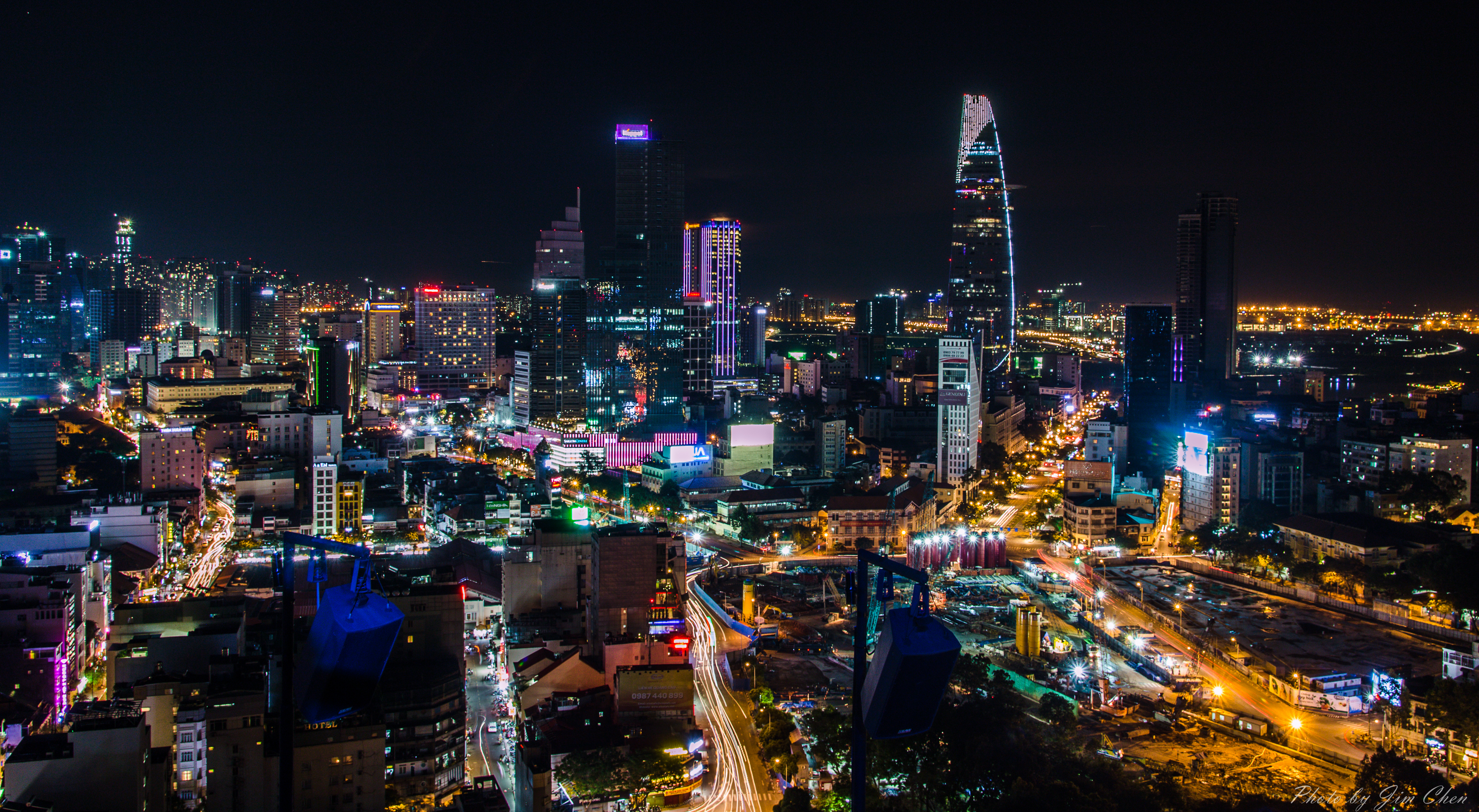
Ho Chi Minh-Ville, Vietnam
Rangoun, Birmanie

## Exemples de capitales politiques, administratives et économiques

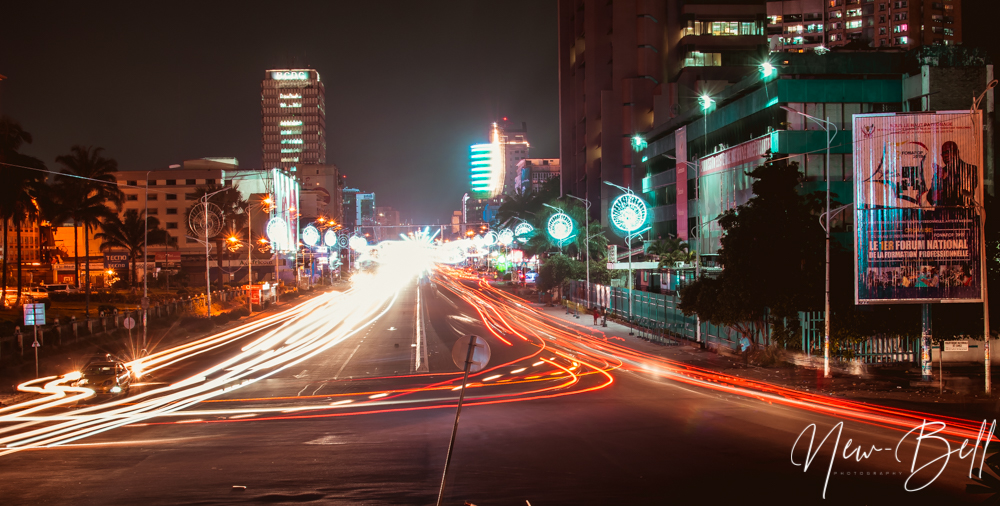
Kinshasa, République démocratique du Congo
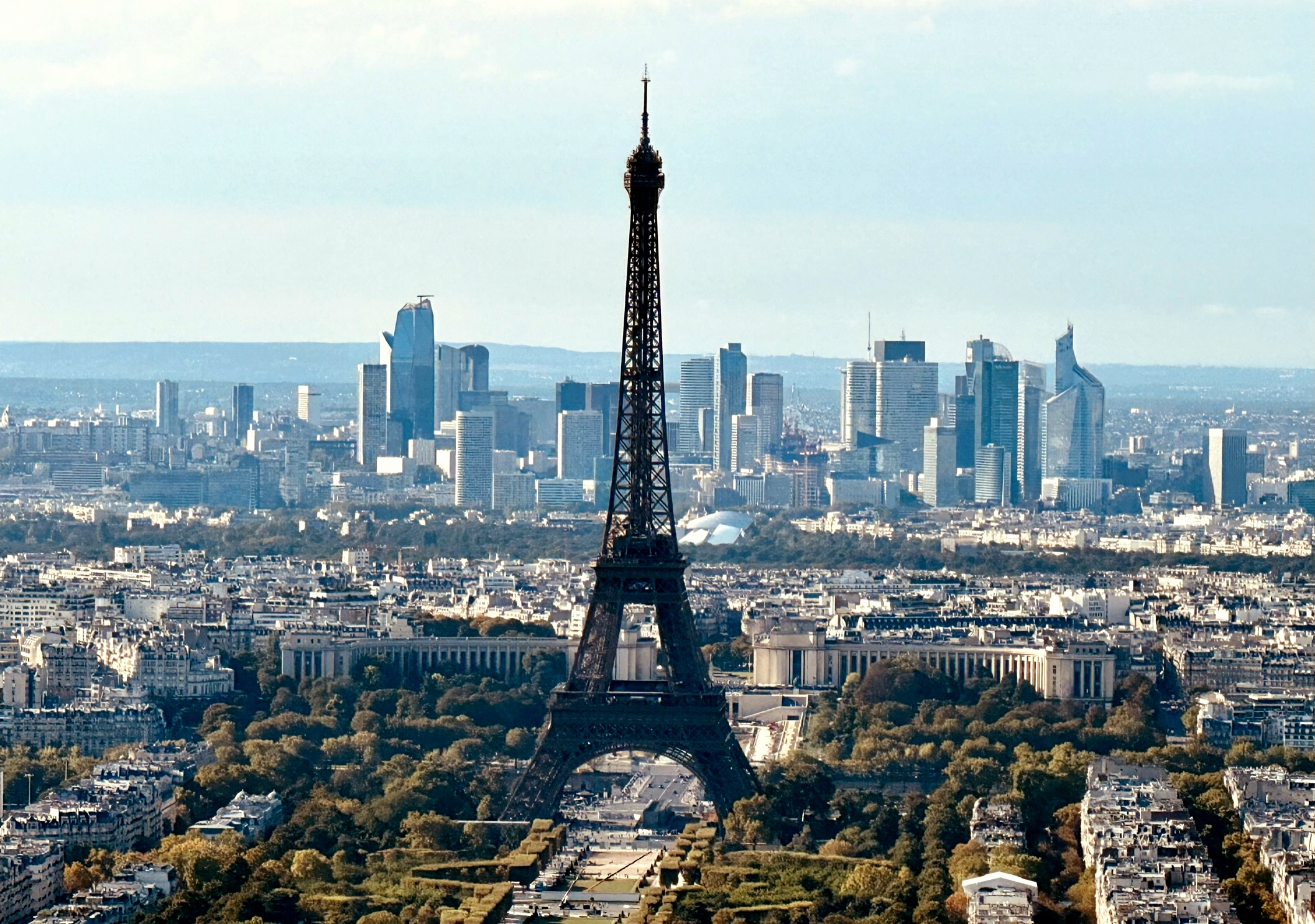
Paris[5], France
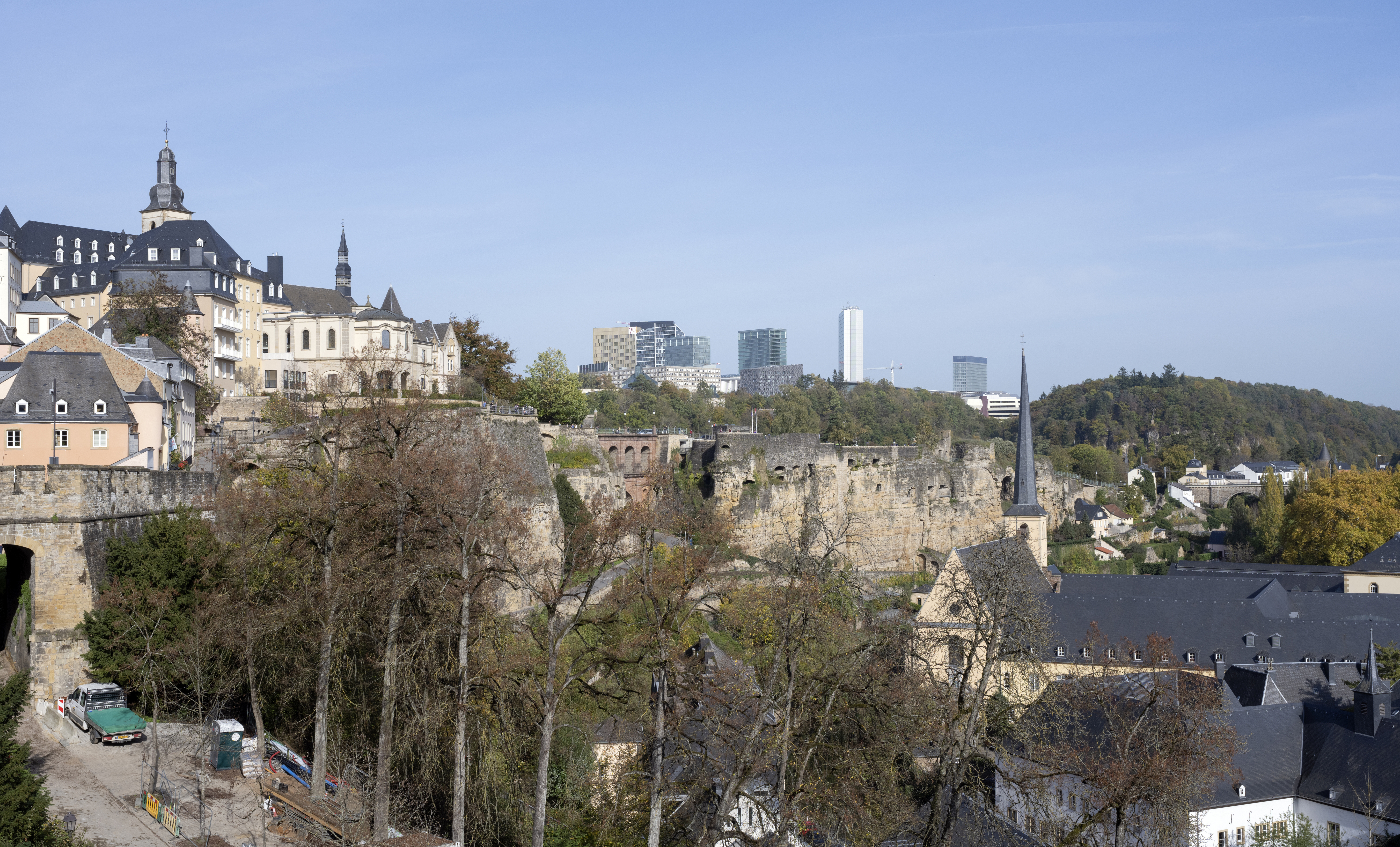
Luxembourg-ville, Luxembourg
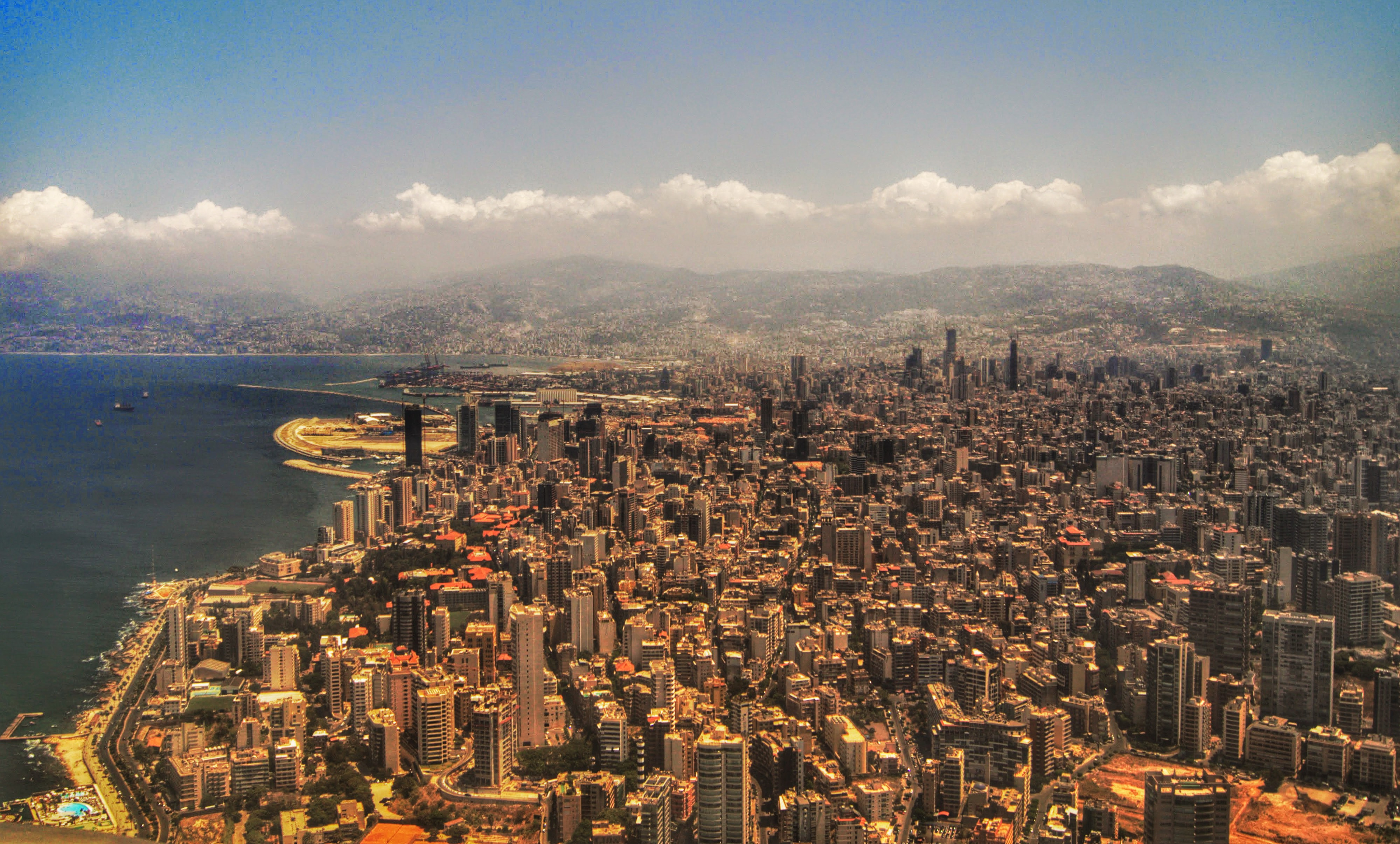
Beyrouth, Liban
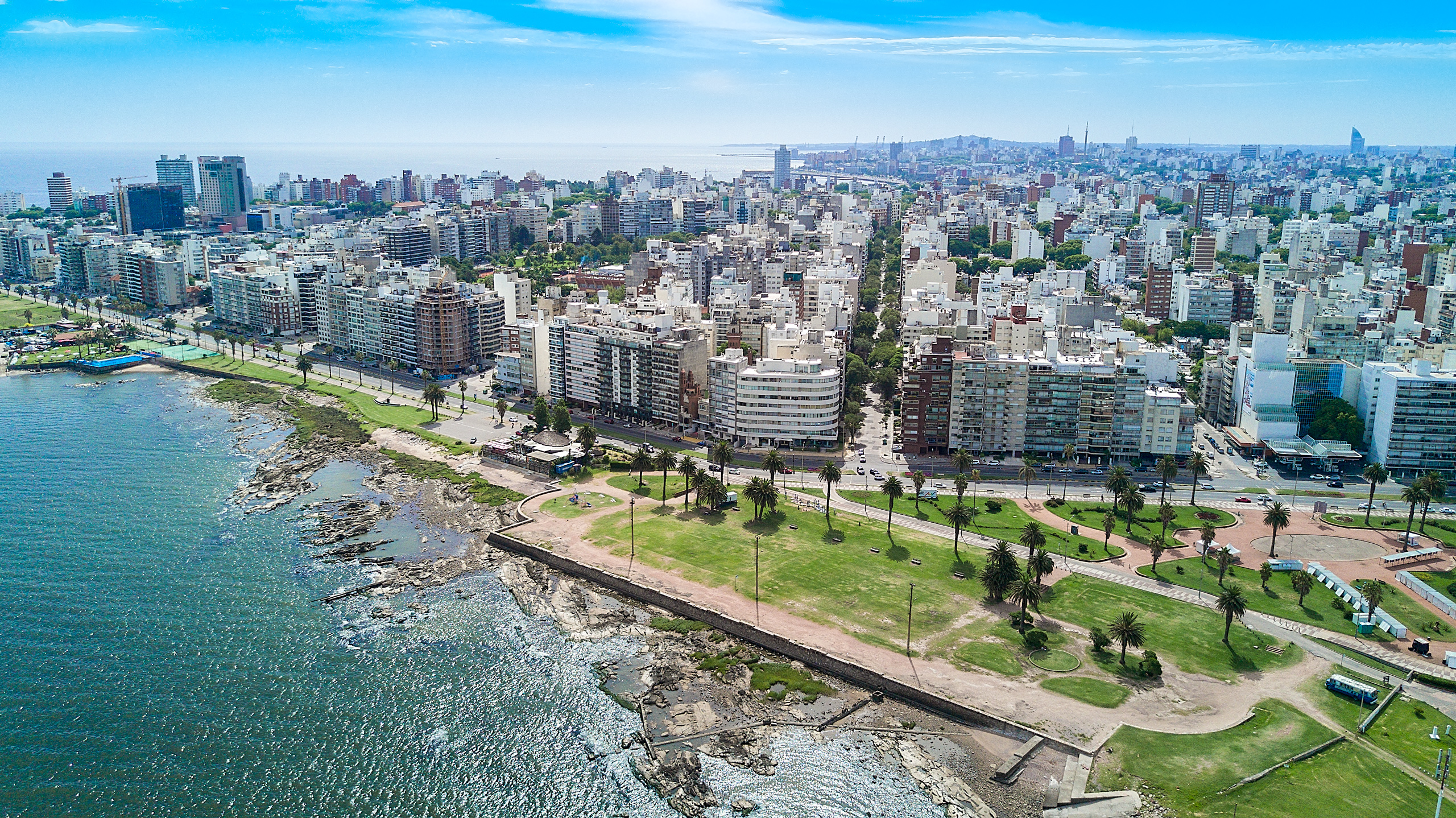
Montevideo, Uruguay
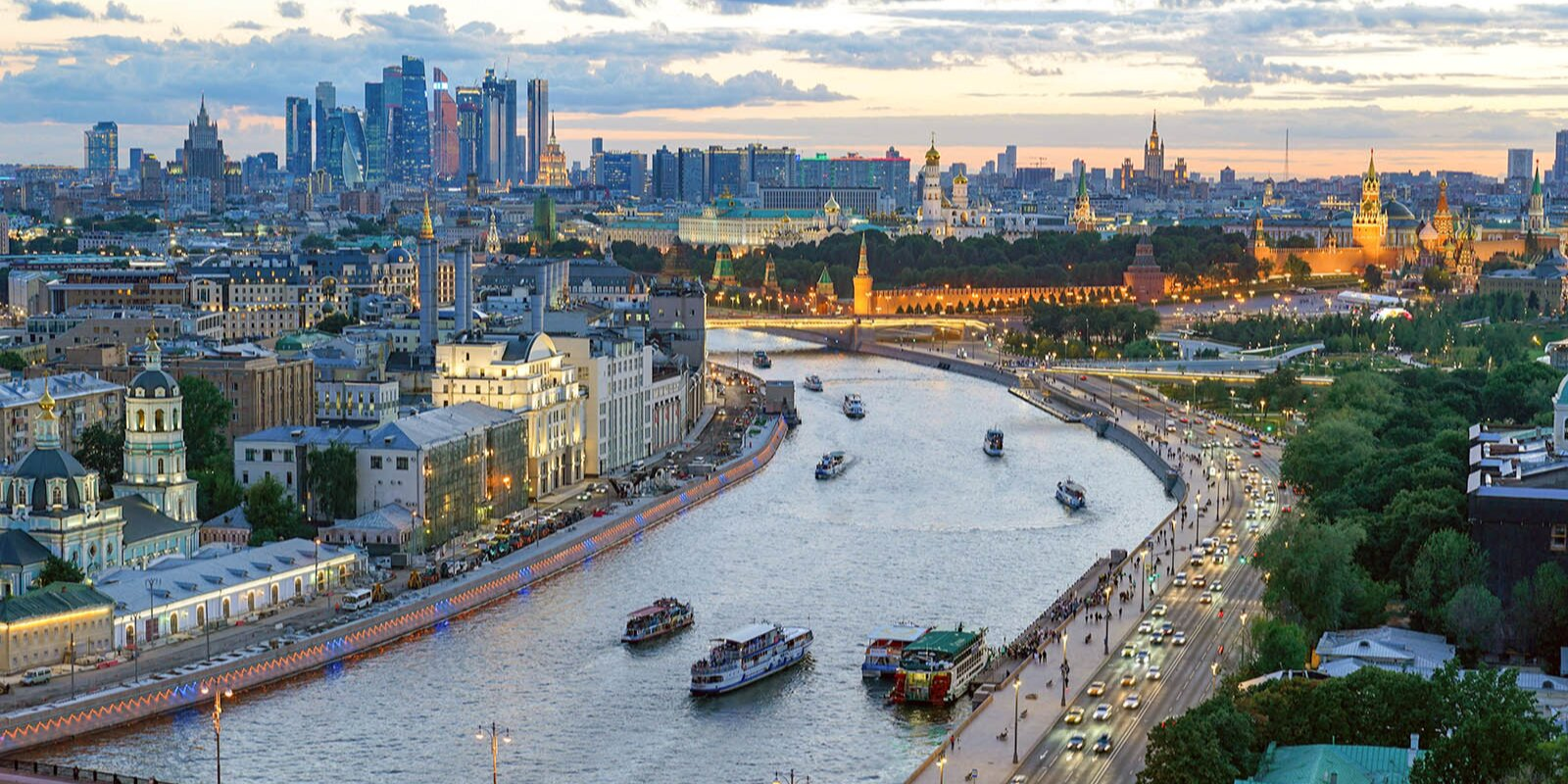
Moscou, Russie
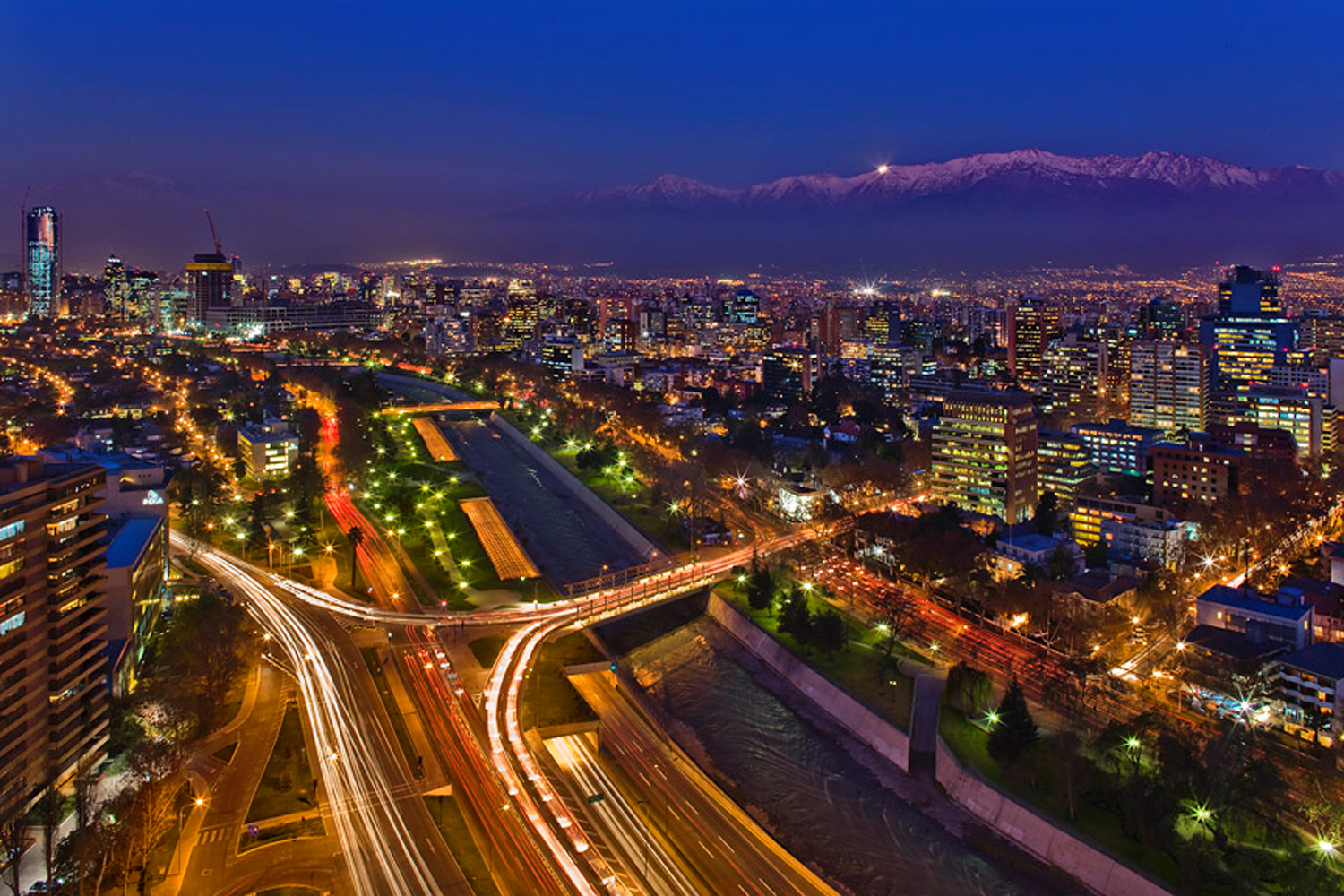
Santiago, Chili
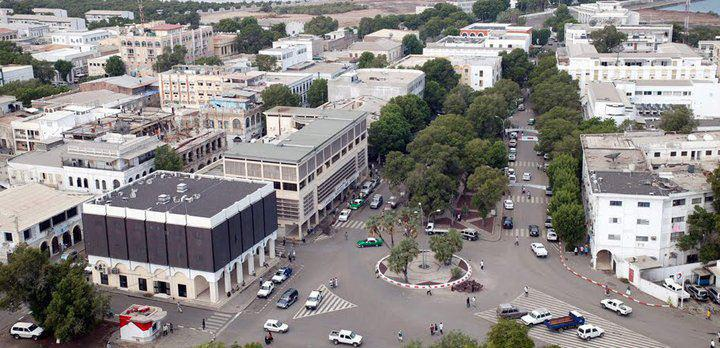
Djibouti, Djibouti
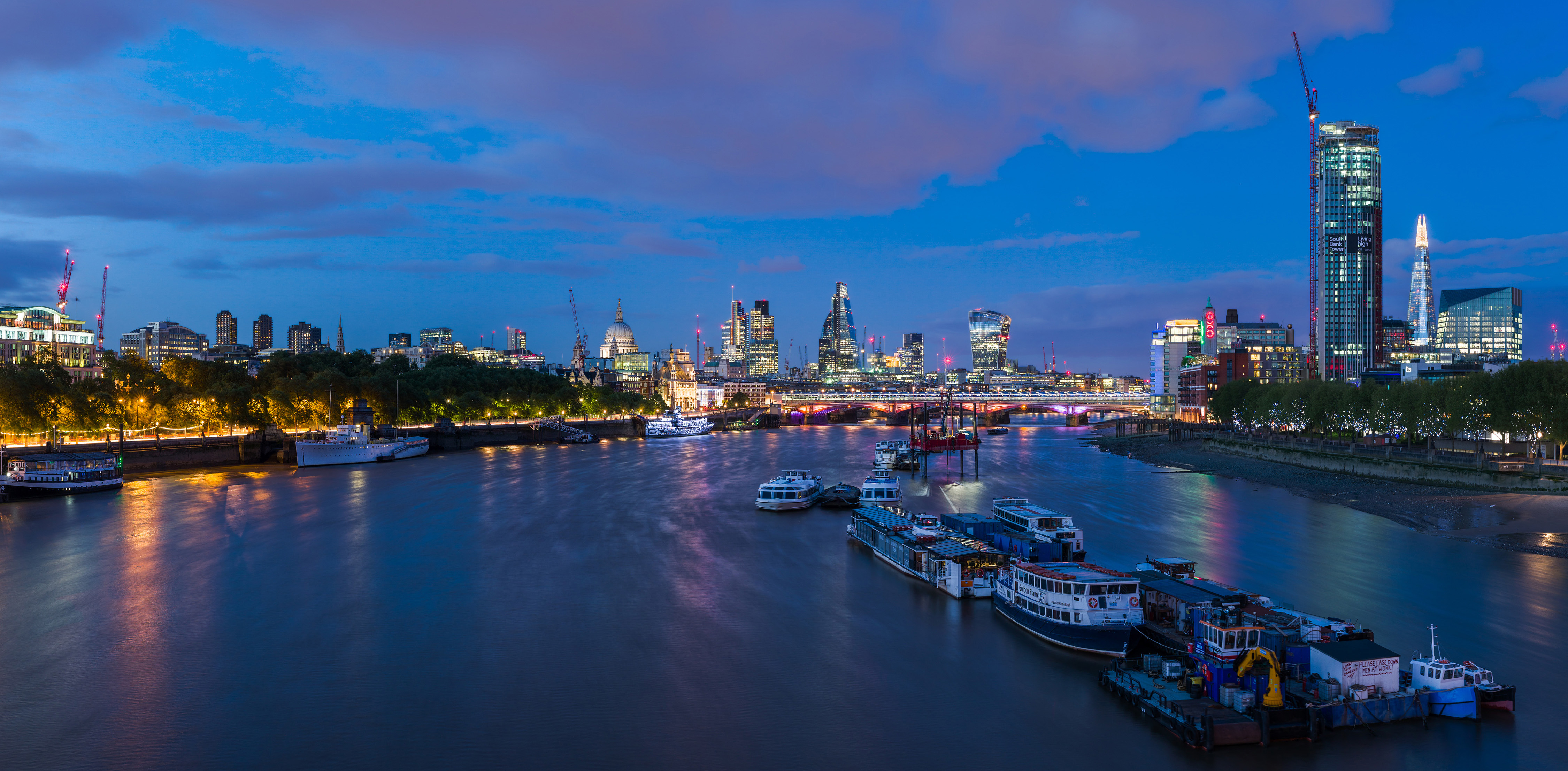
Londres, Royaume-Uni
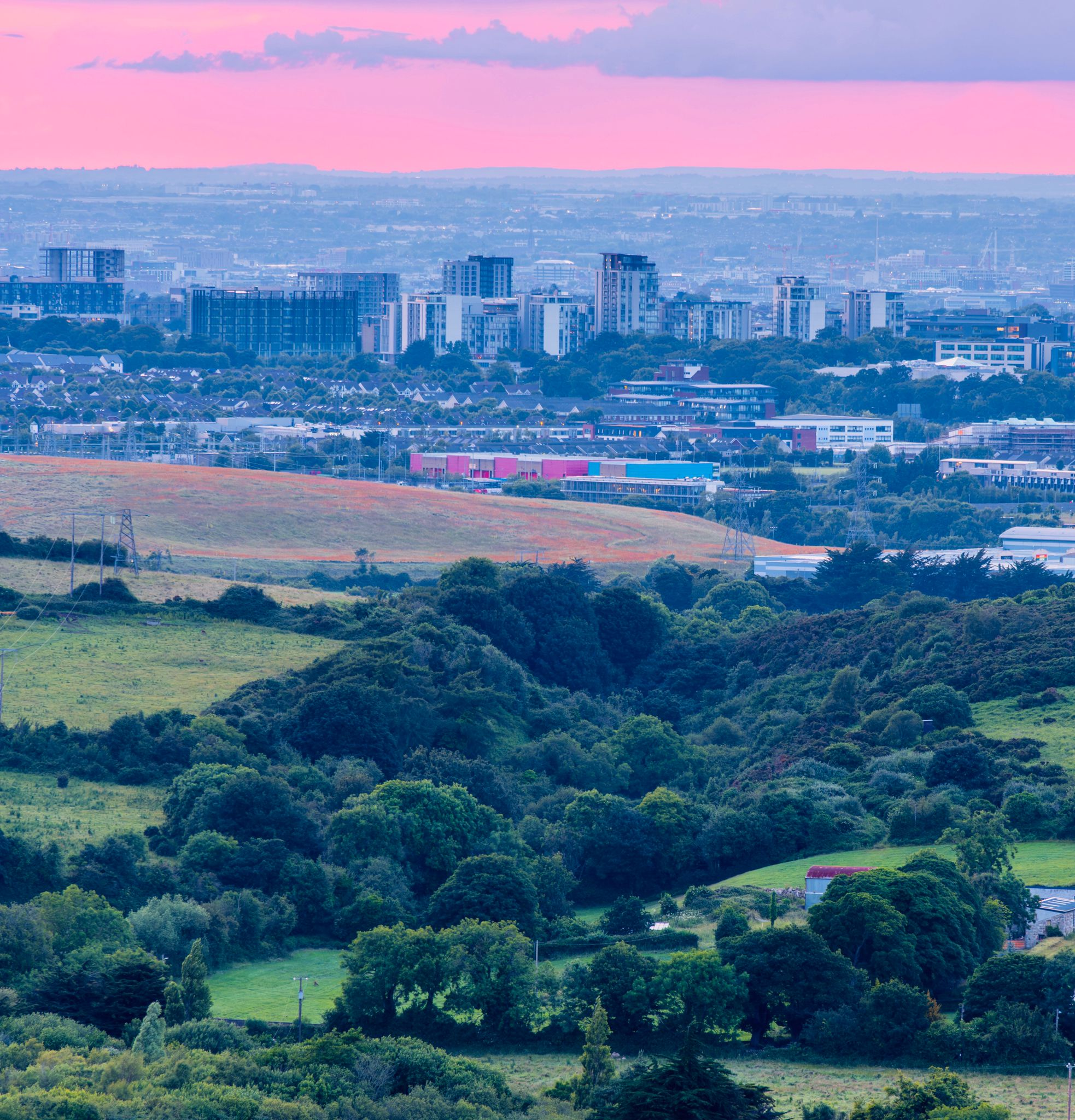
Dublin, Irlande
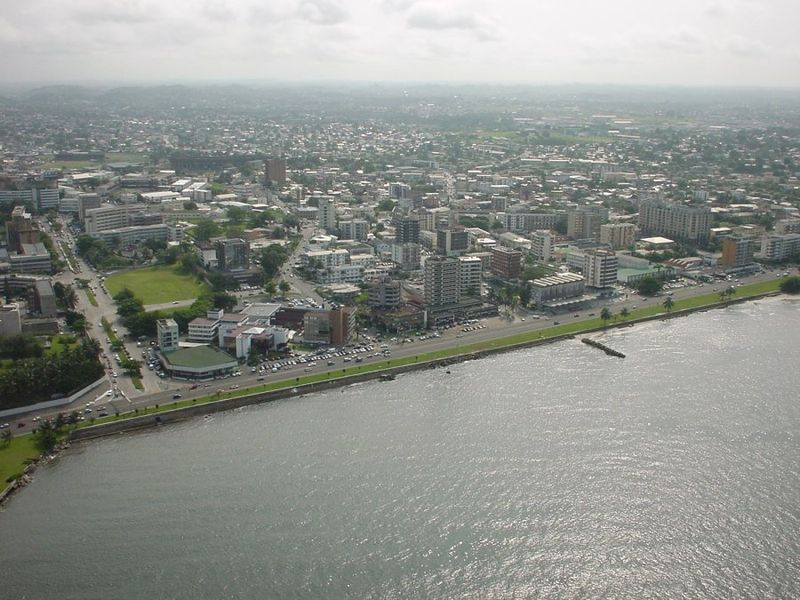
Libreville, Gabon
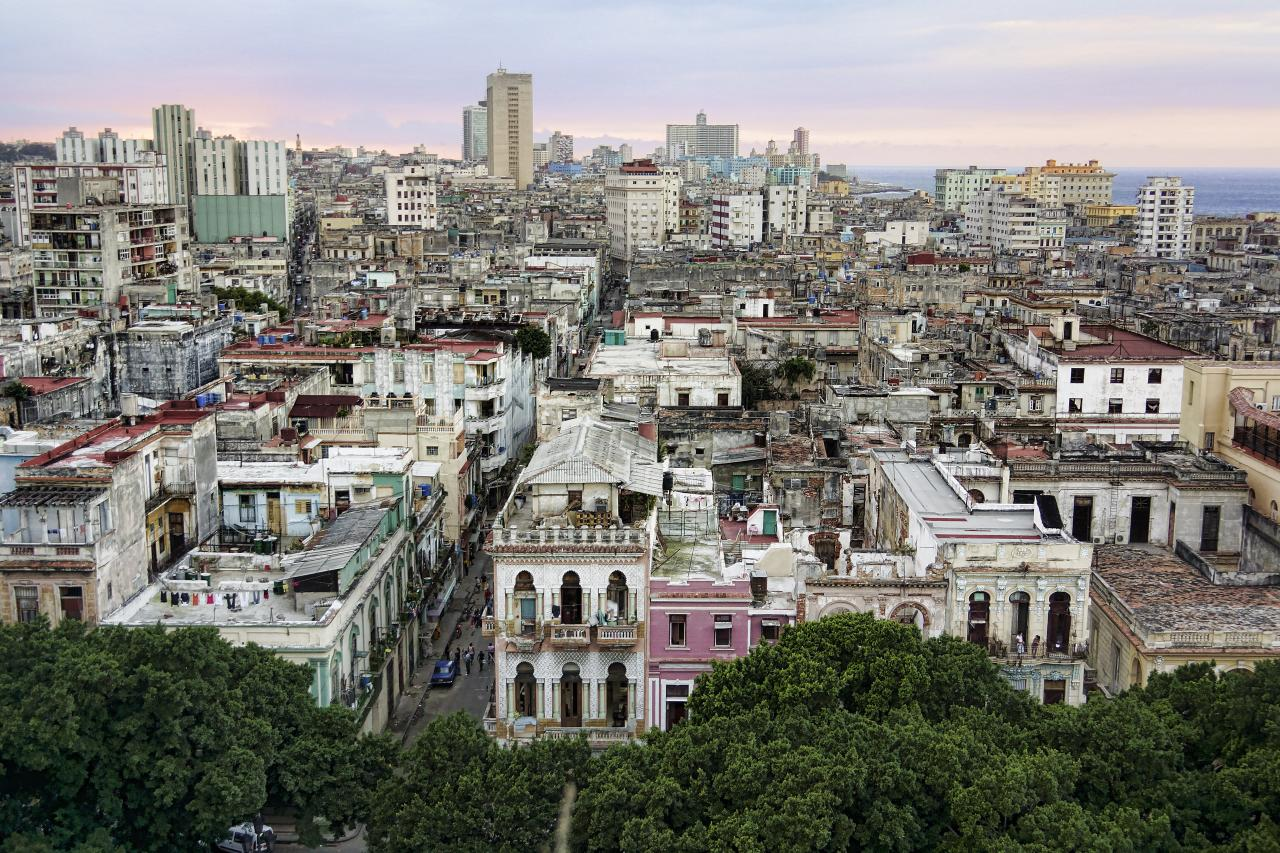
La Havane, Cuba
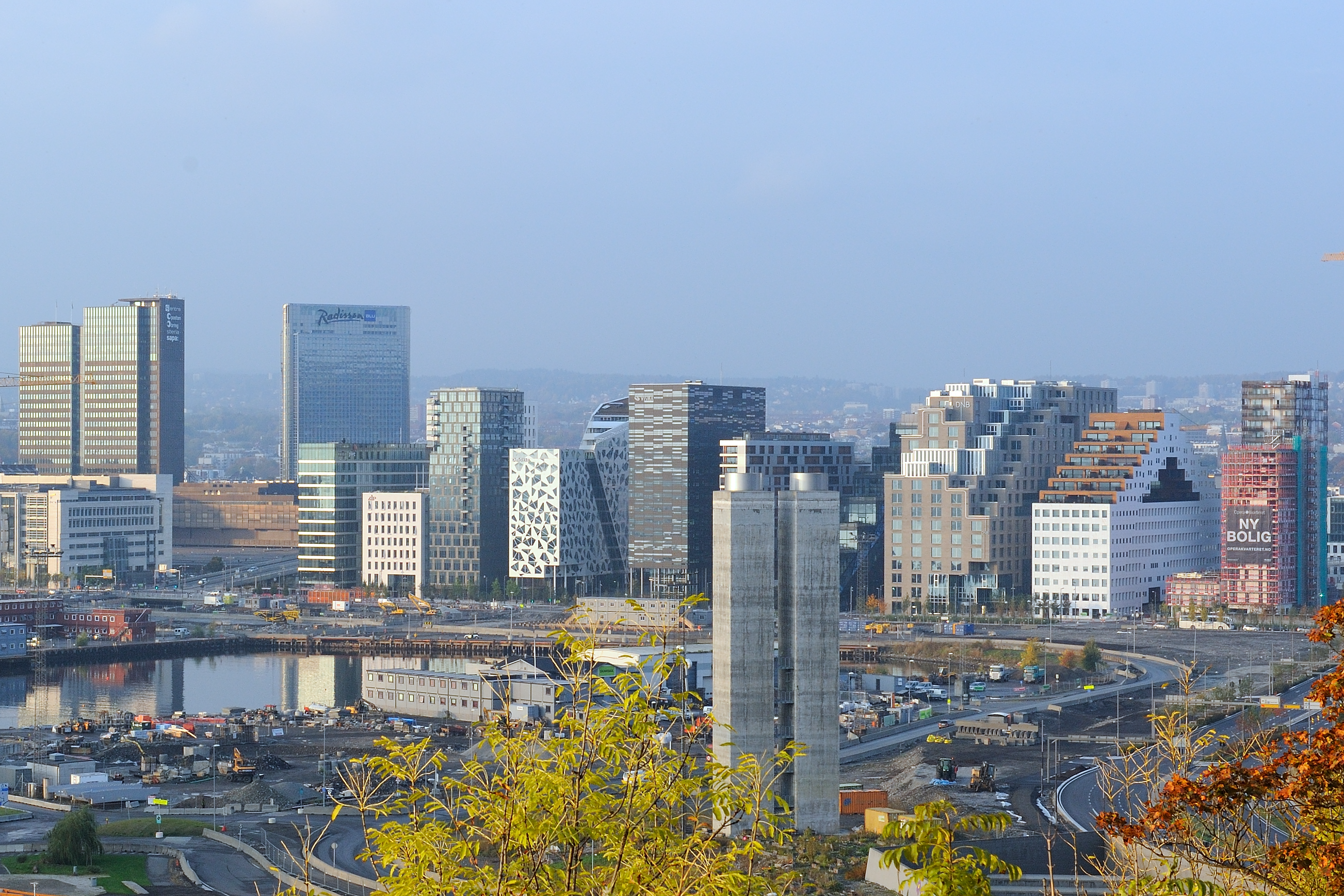
Oslo, Norvège
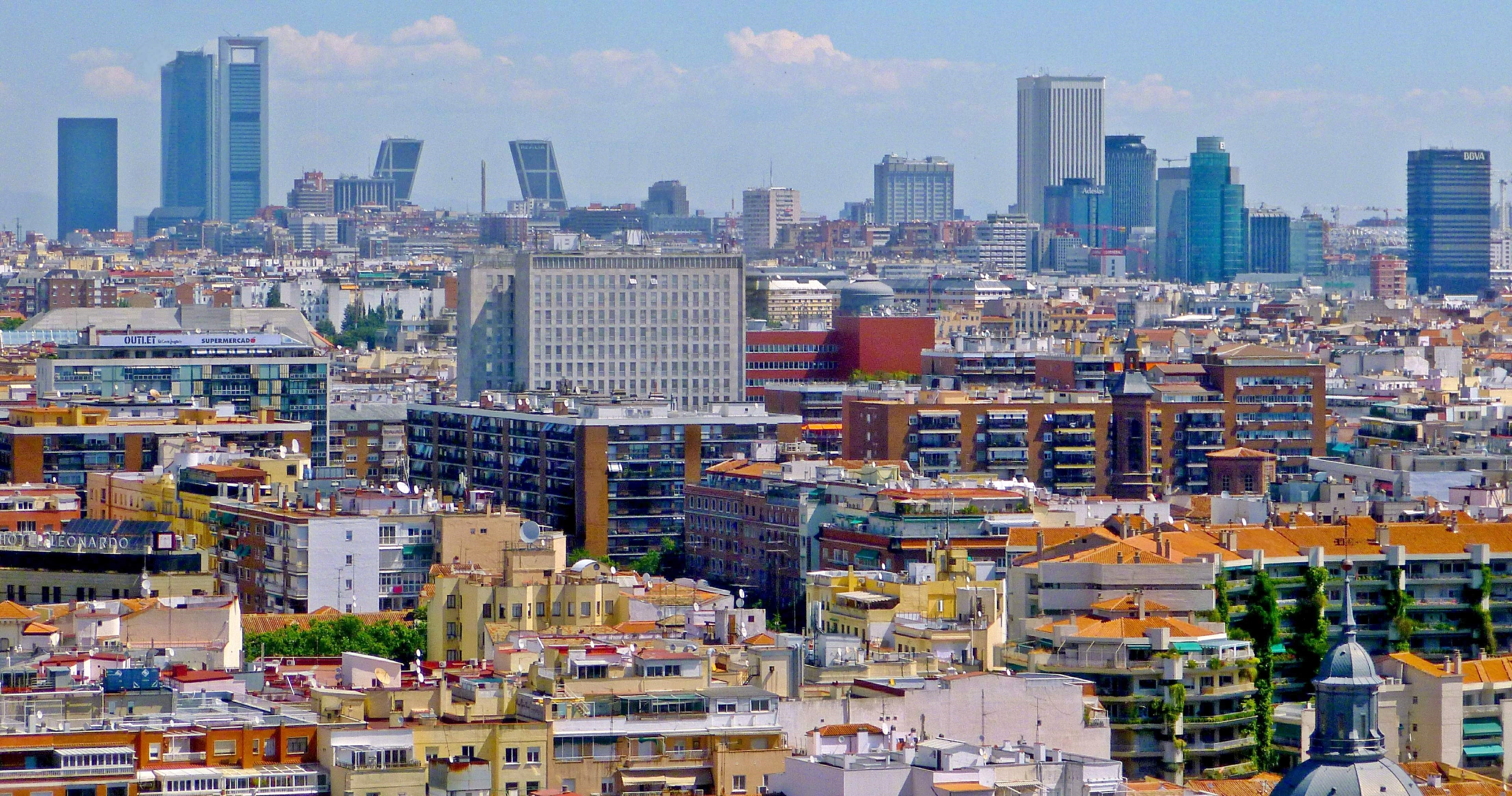
Madrid, Espagne
Téhéran, Iran
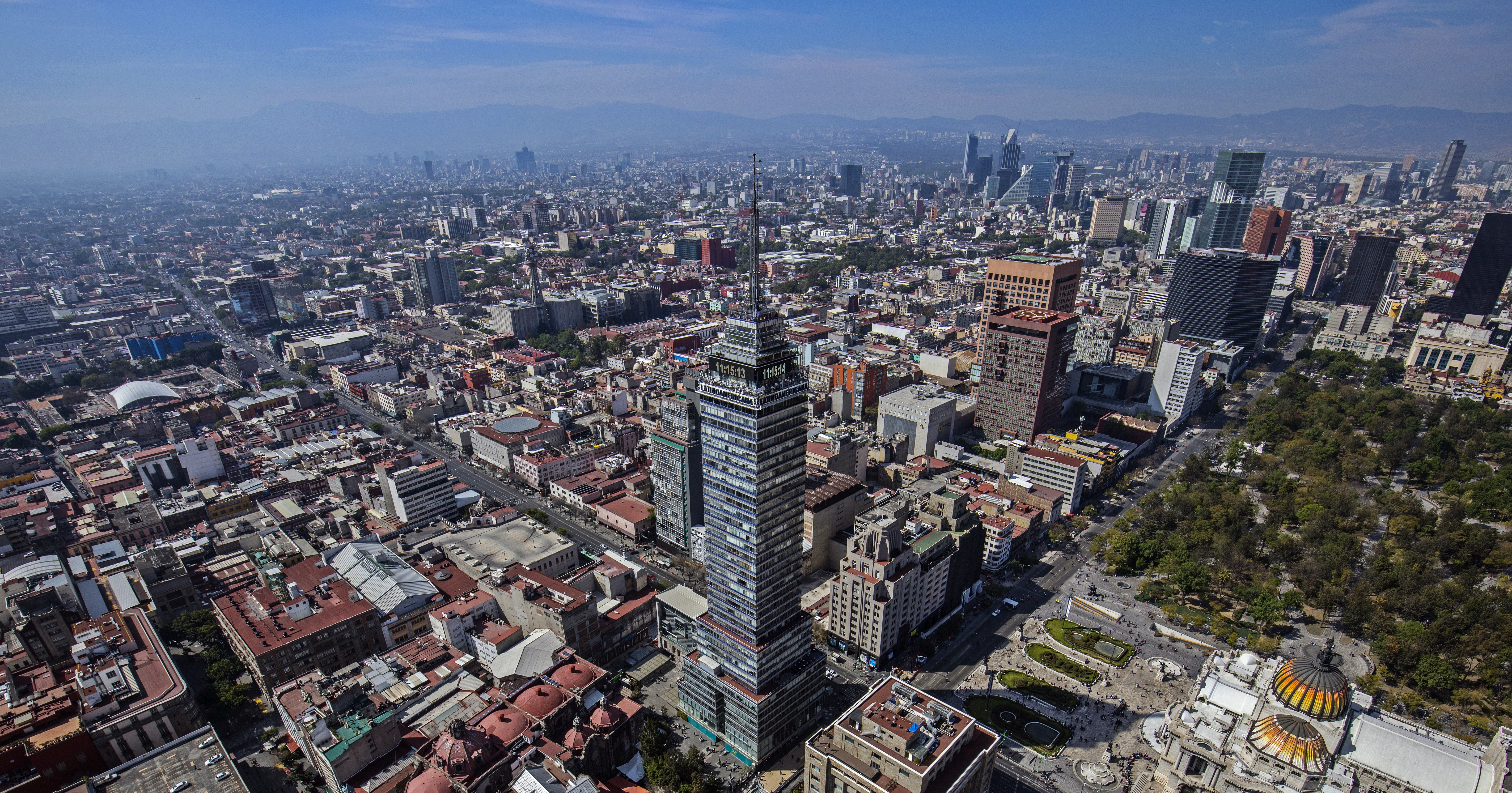
Mexico, Mexique
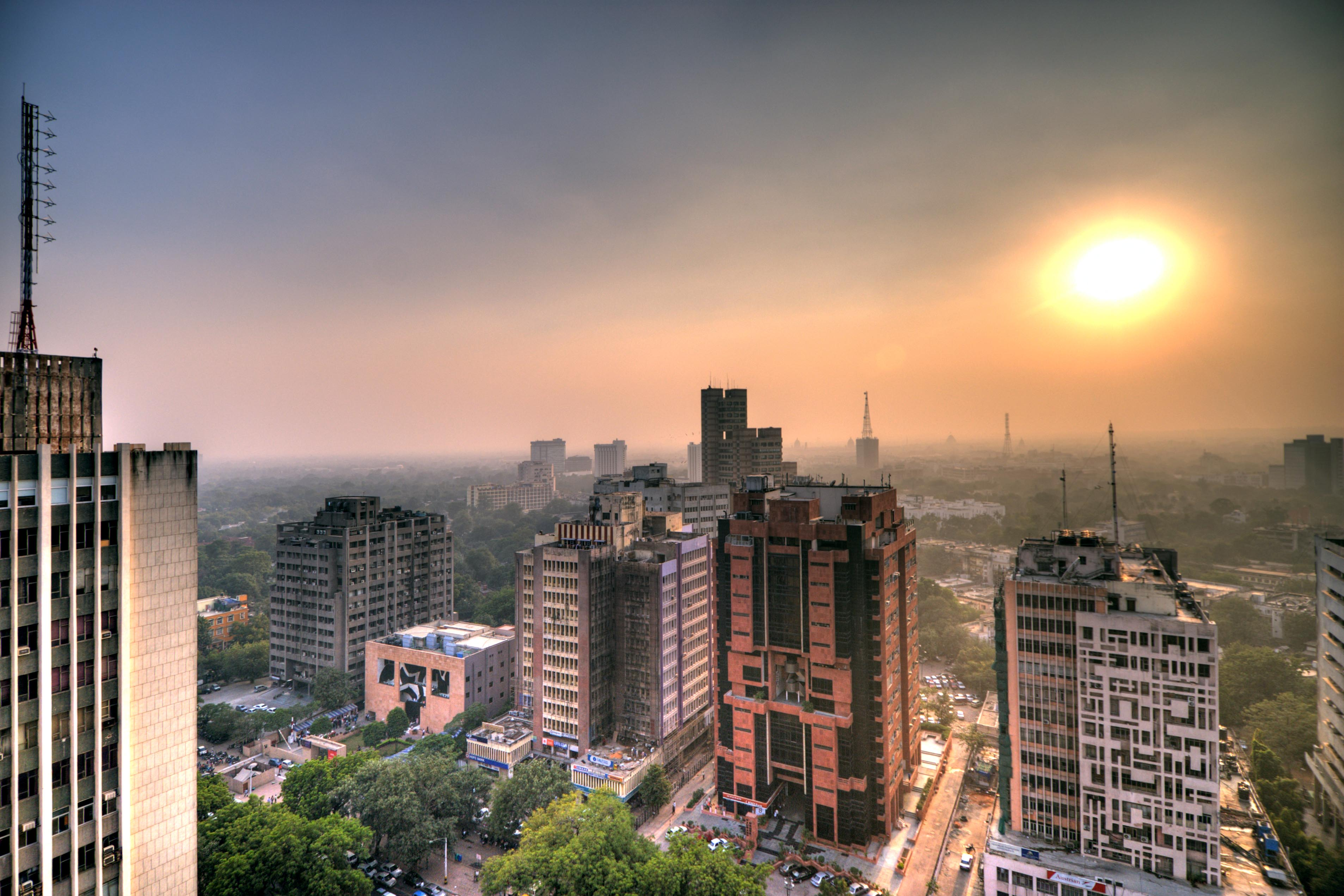
Dehli, Inde
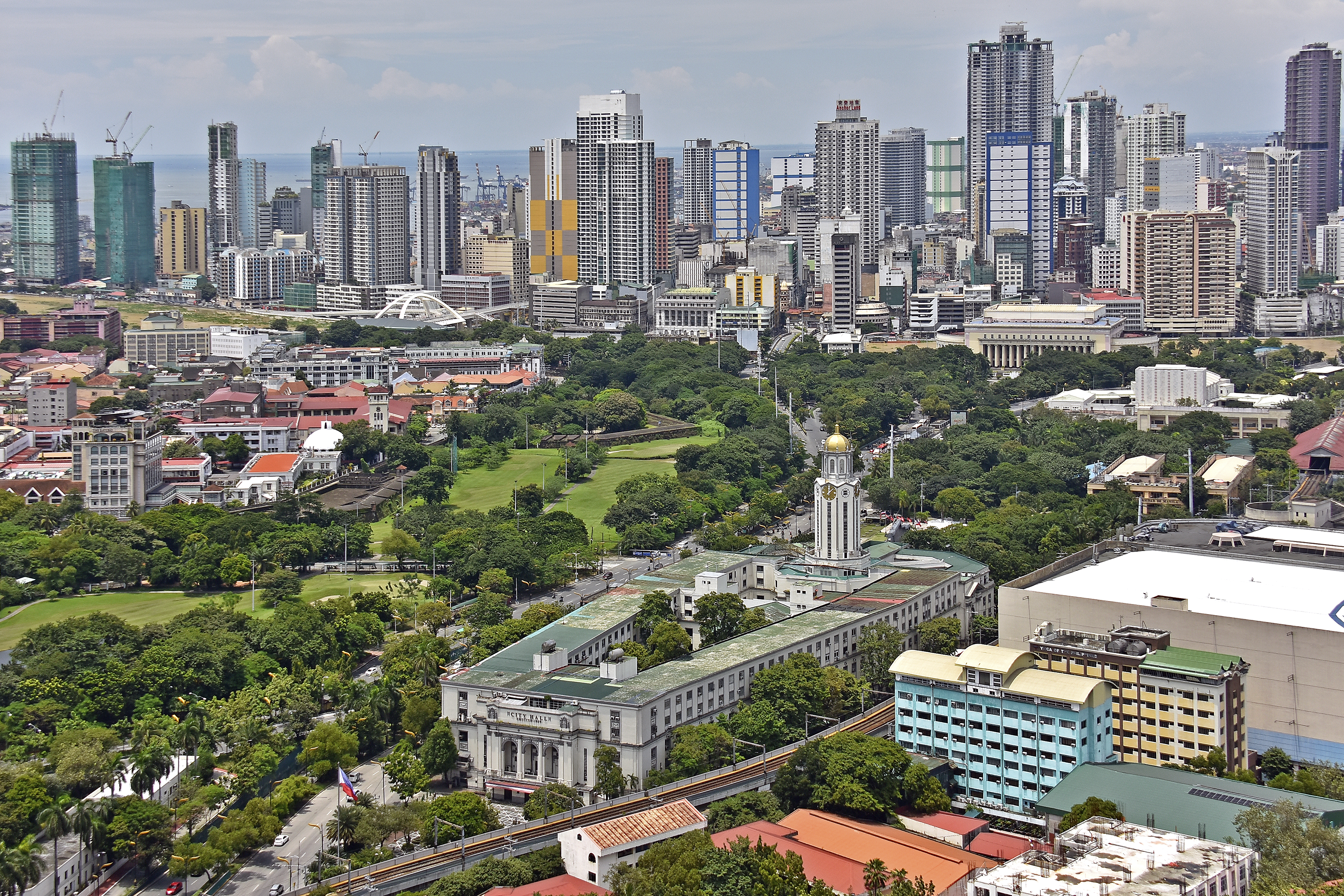
Manille, Philippines
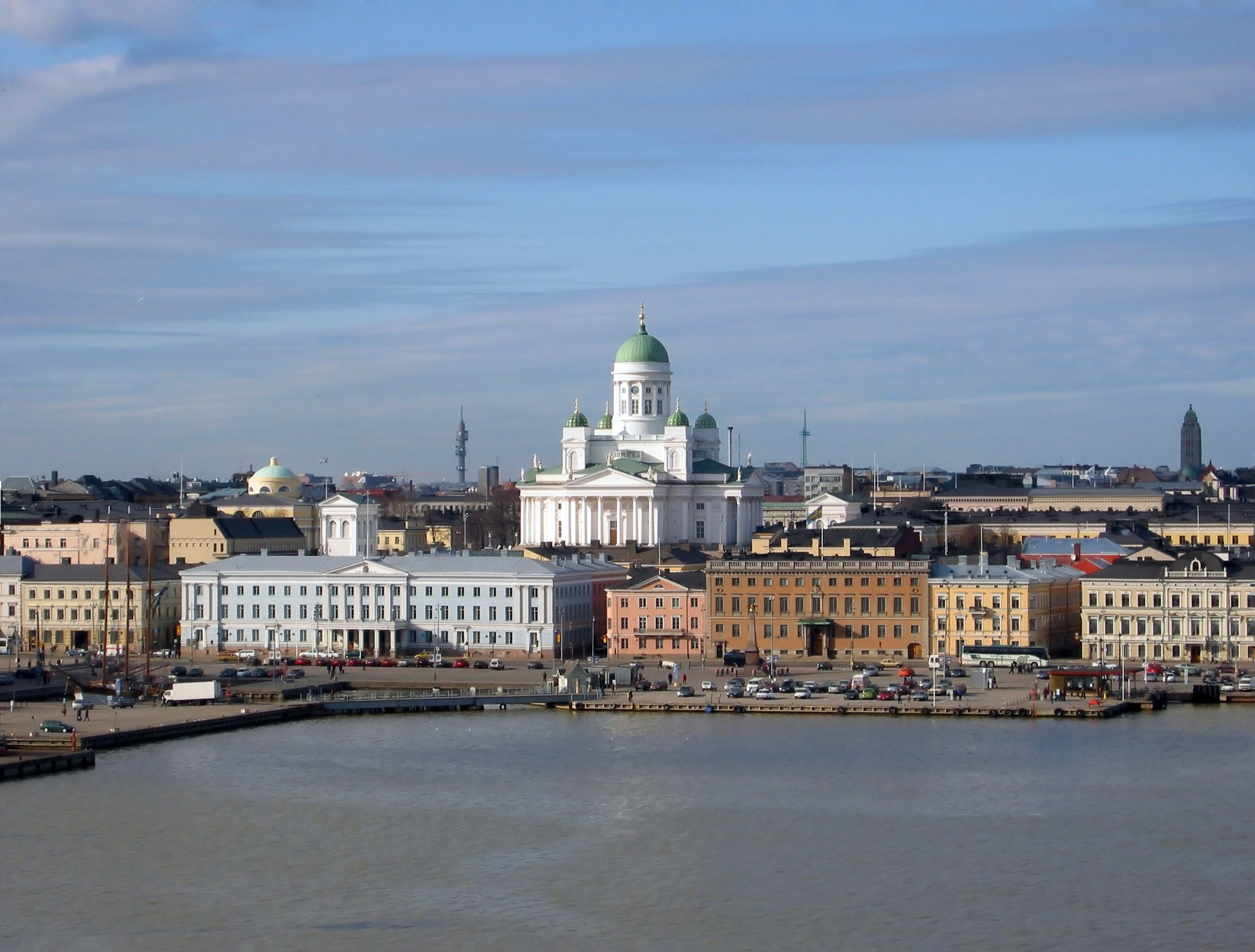
Helsinki, Finlande
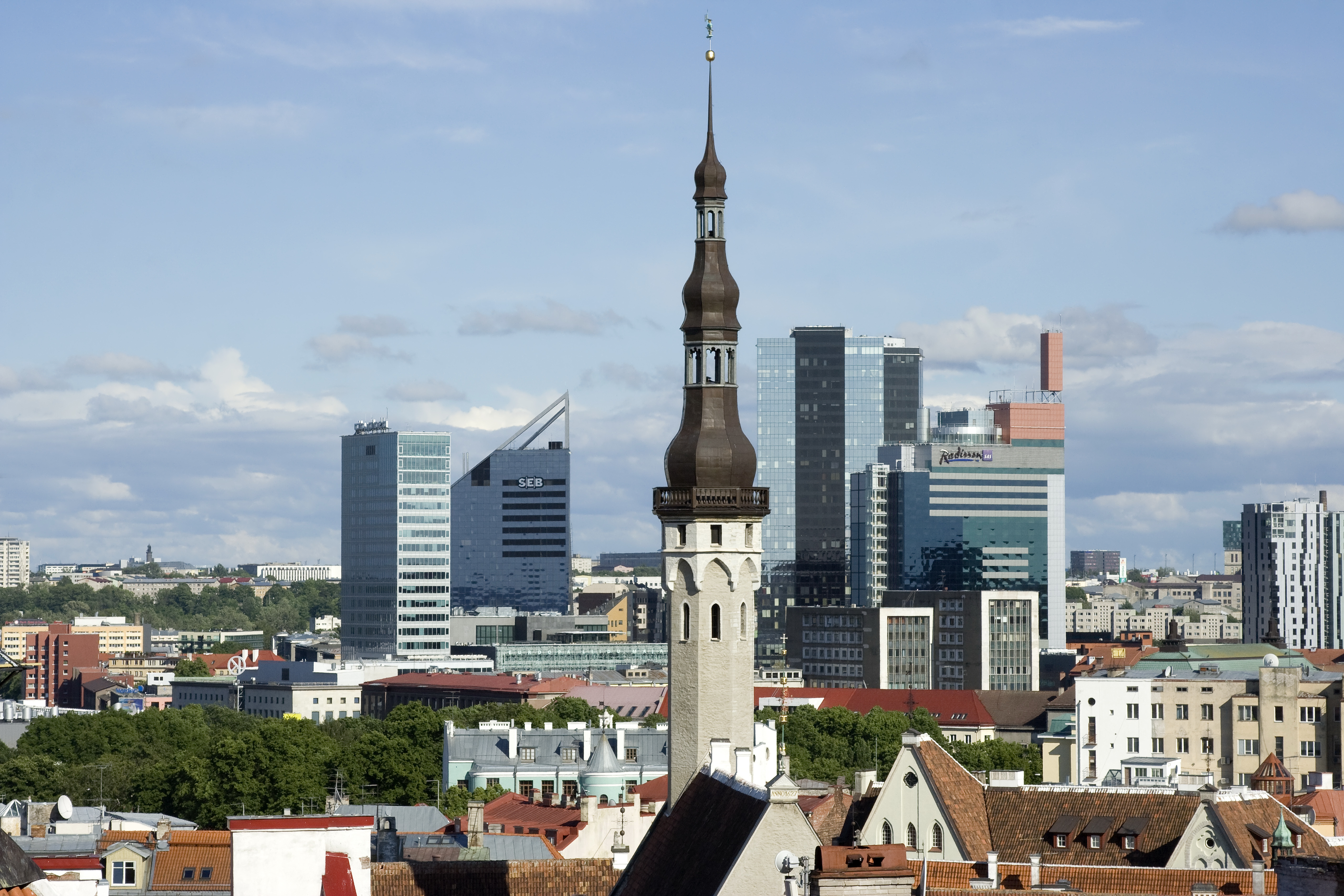
Tallinn, Estonie